# Histoire du Liban
L'histoire du Liban couvre la période de la république moderne du Liban, ses précurseurs (le Grand-Liban et la  Mutassarrifiya) mais aussi l'histoire millénaire de l'ensemble de la région couverte aujourd'hui par l'État moderne.
Le pays Liban existe dans ses frontières actuelles depuis 1920, date de la création du Grand-Liban sous mandat français et britannique, issu du démembrement de l'Empire ottoman à la fin de la Première Guerre mondiale. Avant cette date, la désignation « Liban » concerne un territoire aux frontières vaguement définies, englobant la chaîne montagneuse du mont Liban et ses périphéries (principalement, le littoral méditerranéen et les plaines de la Bekaa et du Akkar). Située au Proche-Orient, dans la partie occidentale du Croissant fertile, cette région a été peuplée depuis la préhistoire et a été successivement sous la domination de grands ensembles politiques dont le dernier est l'Empire ottoman. C'est sous la domination ottomane que la région voit se former une entité politique, l'émirat du Mont-Liban puis le moutassarifat, qui, après la chute de l'Empire ottoman, donnera naissance à l'État moderne.

## L'Antiquité

### Période de 3000av. J.-C.auIersiècle
Habitée depuis l'Antiquité, la région est décrite dans la Bible comme « la terre du lait et du miel »
Le Liban a toujours attiré les conquérants en raison des ports abrités qui jalonnent la côte et des possibilités défensives qu'offrent les hauts sommets.

### Le monde phénicien
Au IIIe millénaire av. J.-C., à la faveur de contacts assidus avec la Mésopotamie, la Syrie du Nord et de l'Égypte, la côte s'urbanisa à son tour. Byblos (l'actuelle Jbeil, جبيل), où cette évolution fut bien attestée, est alors la plus ancienne cité en pierre connue de l'humanité. En 1274 av. J.-C., près de Homs, se déroule la bataille de Qadesh opposant les empires égyptien et hittite.

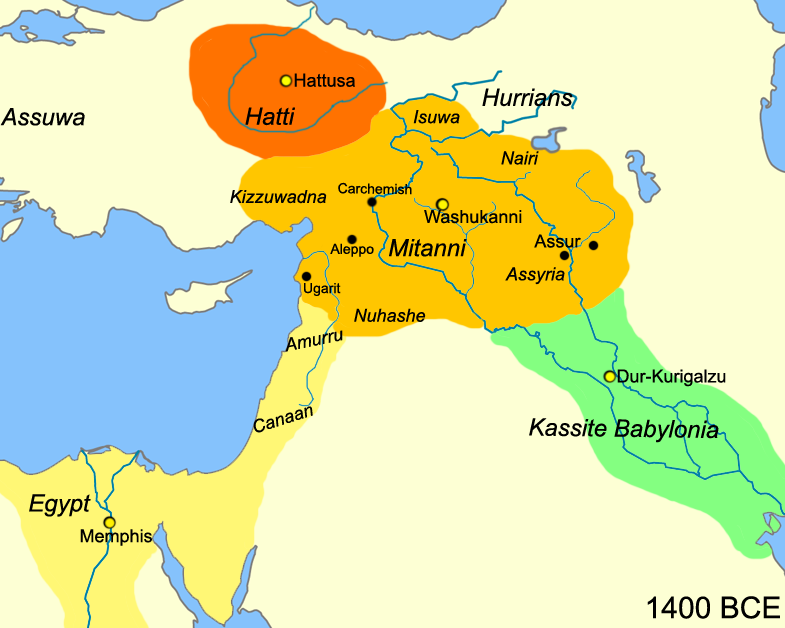
Royaume du Mittani, vers 1400 av. J.-C.
Lieux cités dans les lettres d'Amarna
Région vers 1300
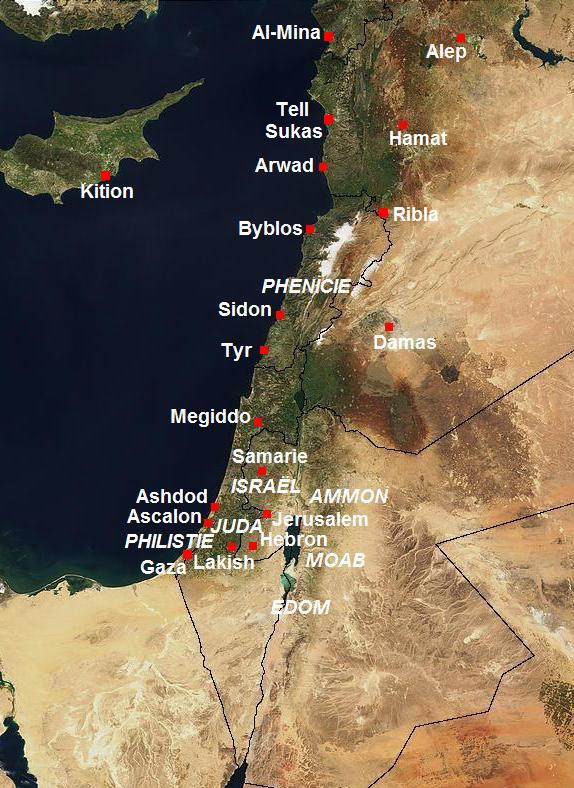
Principaux sites du Levant vers 1200
Phénicie, vers 1100

Plus tard, aux environs de 1200 av. J.-C., les Phéniciens qui n'ont jamais pu se regrouper autour d'un objectif commun apte à les réunir dans une même entité nationale à l'instar des autres peuples de la région se sont différenciés par leur appartenance à leur Cité-État. C'est ainsi que les uns et les autres ne se reconnurent qu'à travers leur identité spécifique comme le prouvent les récentes publications. On est sidonien ou tyrien ou autre mais pas Phénicien. Ce qui manquait à ces occupants de cette région du monde pour créer une quelconque civilisation est de se définir, en premier, un royaume ou autre entité politique à l'instar des Grecs ou Assyriens. À la place de cela chaque Cité-État a noué des ententes de subordination à telles ou telles puissances régionales. Pharaonienne pour Byblos, perse pour Tyr, etc. Cet état de soumission aux différentes puissances de l'époque facilitait la seule activité économique florissante : la vente du bois de cèdre… Ils se révélèrent des artisans exceptionnels, des commerçants doués et diffusèrent le premier véritable alphabet araméen-cananéen qui a supplanté l'écriture cunéiforme.
Les Phéniciens, peuple sémitique issu du peuple cananéen, tinrent leur nom des Grecs qui leur donnèrent ce nom (du grec phoinix), les désignant probablement par rapport à la teinture de pourpre, dont les artisans phéniciens avaient seuls le secret. Longtemps, ils furent en concurrence avec les Grecs, de même que leurs descendants puniques avec les Romains.
Pour les Grecs (de Grèce vivant au Liban), qui utilisèrent les premiers le nom de Phénicie, le territoire s'étendait sur la zone côtière comprise entre le mont Casius au nord et Haïfa au sud. À l'intérieur de cette zone, les cités d'Ougarit (Ras-Shamra), d'Arwad, de Byblos (Jbeil), de Béryte (Beyrouth), de Sidon (Saïda), de Tyr (Sour) et d'Akka, constituaient les fameuses cités-États. La Phénicie occupait alors cette bande côtière, entre la montagne libanaise et la mer Méditerranée. Un espace varié entre sites portuaires, petites plaines ainsi qu'un arrière-pays de montagne, où poussent sapins et cèdres.
Tout au long de leur avancement, les Phéniciens s'installèrent également sur les îles, grandes places stratégiques sur leur chemin d'évolution : la première vraie escale fut basée à Chypre (l'île du cuivre). Les fouilles évoquent une présence phénicienne au moins dès le IXe siècle. Le centre principal fut Kition mais il y eut d'autres comptoirs à Paphos, Tamassos ainsi que dans d'autres villes.
Après Chypre, les marins phéniciens s'aventurèrent dans l'archipel de la mer Égée. Homère mentionne des comptoirs commerciaux, des points d'appui fondés par des marchands. La Crète, l'Eubée et les îles du Dodécanèse semblent avoir conservé certaines des traces de cette présence à l'aube du premier millénaire. Lors de ces premiers échanges les Grecs apprirent à utiliser l'alphabet phénicien qu'ils adaptèrent par la suite à leur propre langue.
On retrouvait les Phéniciens à Malte, (Tas Silg), en Sicile (Motyé), en Sardaigne (Cagliari, Tharros, Nora), Tunisie (Carthage, Thapsus, Hadrumète) pour arriver en Espagne (Cadix, Ibiza) le pays des métaux et des richesses (l'or et l'argent). Les navires phéniciens franchirent aussi les colonnes d'Hercule et allèrent jusqu'en Bretagne et en Cornouaille à la recherche des mines d'étain.

### De la conquête d'Alexandre à la colonisation romaine
Dès le IIe et surtout au Ier millénaire av. J.-C., le Liban phénicien fut menacé par l'expansion des grands empires continentaux qui se succédèrent dans l'Orient ancien : Égypte, Assyrie, Empire néo-babylonien puis Perse achéménide. Avec la conquête par Alexandre le Grand en 333 av. J.-C., le Liban s'ouvre aux influences hellénistiques. Le territoire fut d'abord dominé par l'Égypte des Ptolémées, puis par la dynastie des Séleucides ; la conquête romaine se produisit au Ier siècle av. J.-C..

## De la naissance du christianisme au Moyen Âge

### Période duIerauVIIesièclejusqu'à l'arrivée de l'Islam
Progressivement christianisé à partir du IIe siècle, sans que les communautés chrétiennes connussent alors un développement comparable à celles des autres provinces voisines (Syrie, Jordanie, Arabie actuelles, voire Yémen), le Liban chrétien, jusque-là dépendant de l'Empire byzantin, alla se constituer à partir de la conquête arabe musulmane au VIIe siècle, notamment par le retrait dans la montagne libanaise de communautés religieuses hétérodoxes : au Nord, ce furent les chrétiens monothélites chassés de Syrie, les maronites. (À savoir que la montagne a été christianisée au Ve siècle par le disciple de saint Maron Ibrahim l'ascète). La montagne libanaise servit également de refuge à partir du XIe siècle, au Sud, à la communauté musulmane dissidente druze.
L'islam arriva au VIIIe siècle en provenance de la péninsule Arabique : il fut véhiculé par les Bédouins qui entreprirent de multiples successions de missions religieuses et devint la religion prédominante de toute la péninsule depuis le désert d'Arabie{.
Le Liban devint dès lors un pays très diversifié sur le plan religieux — ce qui explique qu'il soit devenu un État multiconfessionnel aujourd'hui.

### Période duVIIejusqu'auXVIesiècle
L'islam gagna ainsi le Liban (à l'époque Jabal Loubnan) au VIIIe siècle. À noter qu'il n'y avait jamais eu de changement au sein de la religion chrétienne au Liban, les chrétiens gardant leurs prérogatives jusqu'à nos jours.
Au VIIe siècle s'installent les Mardaïtes qui seront probablement les ancêtres des maronites libanais[réf. nécessaire]. Les Mardaïtes sont le fer de lance d'une reconquête chrétienne de la Terre sainte[réf. nécessaire], que les empereurs byzantins feront avorter en signant la paix avec le califat. Les Mardaïtes se détachent alors de l'autorité de Byzance et fondent un état catholique autonome allant d'abord de la Galilée à la vallée de l'Oronte[réf. nécessaire] (soit un peu plus grand que le Liban actuel). Mais les terres reconquises sur les musulmans seront peu à peu abandonnées et le Liban maronite se réduira à la chaîne occidentale du Mont-Liban, entre le Akkar au Nord et Beyrouth au Sud. Les Arabes rassemblent d'immenses troupes pour conquérir le nouvel État libanais (plus de 60 000 hommes d'après certains historiens)[réf. nécessaire] tandis qu'en face les Mardaïtes rassemblent 30 000 guerriers.[réf. nécessaire] C'est un choc titanesque pour l'époque. Mais très robustes et très habiles[réf. nécessaire], les Mardaïtes se fondent dans leur montagnes et remportent la victoire sur un ennemi deux fois plus nombreux, après plusieurs années de guerre[réf. nécessaire]. C'est bien probablement l'évènement principal qui a contribué à arrêter l'expansion de l'islam.[réf. nécessaire] Les Arabes feront d'autres tentatives pour conquérir le Liban mardaïte mais toutes échoueront[réf. nécessaire]: le Liban ne tombera sous domination islamique qu'après les Croisades. Même les historiens musulmans comme Al-Balâdhurî reconnaissent cette défaite de leurs troupes.
L'islam fut ainsi adopté par différents peuples tout autant en quête de philosophies existentielles que désireux de repousser la domination par l'Empire byzantin de cette région de la péninsule arabique. Toutefois, tant en Irak qu'en Syrie, certains villages chrétiens gardèrent la langue araméenne et leurs habitudes jusqu'à très récemment. Durant cette première période musulmane, l'islam n’était pas imposé. Respectueux des autres croyances religieuses, ainsi que du droit de chacun de disposer comme il l'entendait de sa liberté de religion et de son opinion, c’était l'islam tolérant de la période omeyyade. Cette période s'acheva par le bouleversement provoqué par les Croisades[réf. nécessaire].

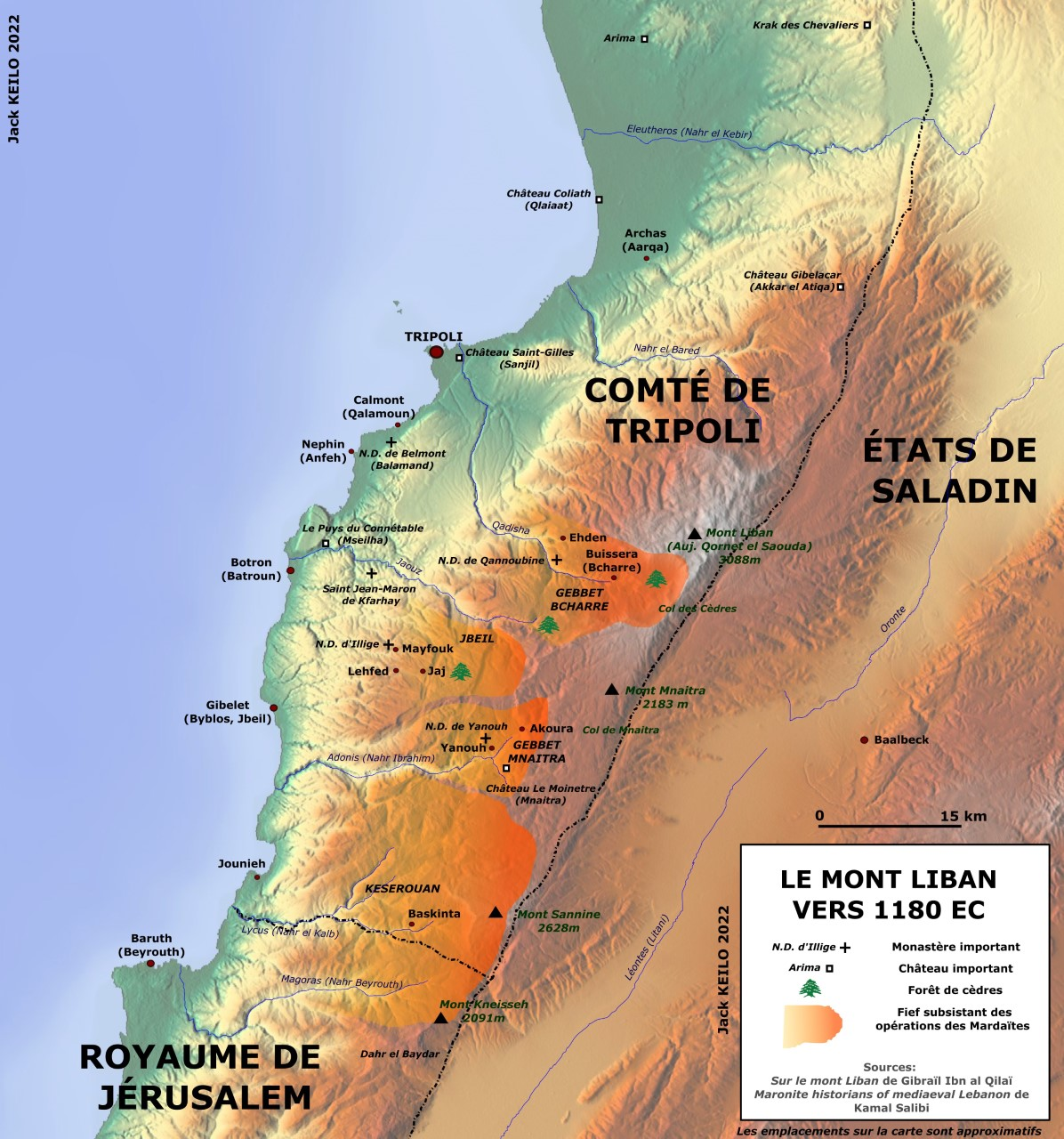
A map of Mount Lebanon c. AD 1180

Au XIIe siècle, pendant la période des croisades, le Liban était englobé dans les États latins du Levant : le nord appartenait au Comté de Tripoli et le Sud (avec Tyr, Beyrouth et Sidon) relevait du Royaume de Jérusalem jusqu'en 1291. À cette époque, les maronites apportèrent une aide active aux croisés. Aussi, lors du retour des musulmans à la fin du XIIe siècle, avec la reconquête par l'Islam des États latins d'Orient, la communauté chrétienne dut subir des persécutions, notamment de la part des mamelouks égyptiens, les nouveaux maîtres du pays jusqu'au début du XVIe siècle.

## Le Liban sous l'Empire ottoman (1516-1918)

### La dynastie des Assafs (1517-1579)
La victoire de Sélim Ier sur les Mamelouks en août 1516 fait de la Syrie au sens large, incluant le Liban, une partie de l'Empire ottoman. Lors d'un séjour a Damas en 1517, Sélim Ier nomme un turkmène sunnite, du clan Assafs, comme gouverneur de la région entre Beyrouth et Tripoli. La collecte des impôts dans l'arrière-pays de Tripoli lui est aussi confié. L'émir Assafs s’établit alors à Ghazir. Le leader druze, Jamal al-Din Hajji du clan Buhturid, refuse de prêter allégeance et se voit emprisonner en 1518 pour mourir 3 ans plus tard  ce qui met fin à l’hégémonie historique des Buhturid sur la région. Par ailleurs, l’émir Assafs meurt en 1518 laissant le gouvernorat a son fils Emir Hasan. Les Assafs contrôlent effectivement les régions du Kesrouan, et Jbeil, pendant que les régions montagneuses restent largement contrôlées par les druzes et les chiites, par ailleurs les Assafs favorisent les Maronites (chrétiens), qui constitue une large part de la population des régions sous leur contrôle, régions qui bénéficient d'une stabilité politique, et d'un dynamisme économique éventuellement permis par un niveau de taxes assez bas, comparé à l'anarchie prévalente dans la Bekaa chiite, et la situation de révolte endémique dans le sud druze . C'est vers 1540 que la famille Khazen vient s'installer dans le Kesrouan, avant de prendre une place prépondérante dans la politique maronite au XVIIIe siècle pour les Khazen, et dans le Liban moderne pour les Gemayel . Vers 1560, l'Emir Mansur, fils de Hasan, via l'entremise du maronite Yusuf Hubaysh, contrôle une principauté de fait de Beyrouth à Homs dans laquelle il fait construire des palais à Ghazir, Beyrouth and Jbeil.

### La dynastie des Maan (1544-1697)
L'histoire de la montagne libanaise prend un tournant inédit au XVIe siècle lorsqu'elle se constitue en une entité juridico-politique : l’Émirat du Mont-Liban. Car s'il existe au sein de l'Empire ottoman plusieurs régions à forte diversité communautaire, la spécificité libanaise qui s'affirme dans le Mont-Liban à partir du XVIe siècle provient de l’émergence de « forces d’intégrations » entre les trois communautés maronite, druze et chiite. C'est la symbiose entre ces communautés qui permet l'affirmation d'un émirat de la montagne libanaise.
L’émirat de la Montagne est marqué par la figure de Fakhreddine II, qui régna de 1590 à 1635. Cherchant à s’émanciper de l'emprise exercée par l'Empire ottoman, il dut faire face à plusieurs campagnes militaires menées par les troupes de la Sublime Porte. Capturé par ces dernières, il fut décapité à Constantinople.
Ce fut la langue italienne qui s’implanta d’abord dans les ports libanais, l'influence commerciale des républiques de Venise et de Gênes étant déterminante entre les XIIIe siècle et XVIIe siècles. Cependant, les capitulations signées entre François Ier puis ses successeurs et la Sublime Porte firent du roi de France le protecteur officiel des chrétiens d'Orient et permettent aux missions religieuses de se développer. Les congrégations (Jésuites, Capucins, Lazaristes, la Sainte Famille, les frères des Écoles chrétiennes, les Maristes, les Filles de la Charité) fondèrent des écoles qui permettraient l'implantation du français au Liban, pendant la période ottomane.

### La dynastie des Chehab (1697-1841)

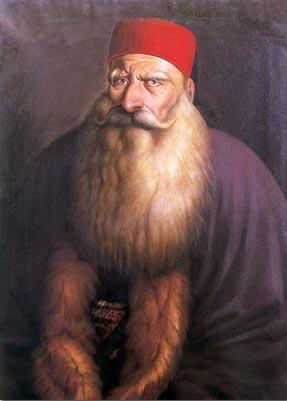
Bachir Chehab II, émir du Mont-Liban de 1788 à 1840.

arbre généalogique de la famille Chehab.

#### Émergence des Maronites
La dynastie Maan n'ayant pas d’héritier mâle, c'est à la famille Chehab que revient le contrôle de la montagne libanaise par lien de mariage, non sans opposition, notamment du clan druze Yamani (originaire du Yemen) qui prend le contrôle de la région du Chouf vers 1709 avec le soutien des pacha de Damas et Sidon. Par ailleurs le clan Qaysi (originaire d'Arabie) et notamment son leader maronite, le cheikh Khazen al-Khazen ainsi que la famille druze des Joumblatt se rallie aux Chehab pour défaire les Yamanis lors de la bataille d'Aïn Dara le 20 mars 1711, ce qui a pour conséquence l'exil des druzes Yamanis vers la Syrie modifiant durablement l'équilibre démographique du Liban au détriment des druzes. Les autorités de Sidon et Damas reconnaissent l'autorité des Chehab sur le Chouf. Des divisions internes à la communauté druze persistent néanmoins avec l’opposition venant de la famille Yazbek. Afin de favoriser l’allégeance de la population et des notables, les Chehab, d'origine sunnite se présentent souvent comme druzes. En 1770, Yusuf converti au christianisme maronite, devient émir du mont Liban dans le contexte de la guerre russo-turque de 1768-1774, où il prend parti pour la Porte, à l'inverse de son oncle Mansur qui est par ailleurs défait par Yusef lors de la bataille de Nabatieh de 1771. Cette conversion est le résultat d'un schisme dans la famille, mais elle représente aussi une reconnaissance d'un changement d'équilibre au profit des maronites, dans les rapports d'influence économiques aussi bien que démographique, dans une région qui voit sa population passer d'environ 80 000 âmes vers le milieu du xvie siècle à 235 000 vers 1780, croissance qui bénéficie largement aux populations chrétiennes au détriment essentiellement des druzes et chiites (qui passe de 40 % de la population a 20 % vers 1840).

#### Ascension de Béchir II
Après, les différentes capitulations, et notamment le traité franco-ottoman de 1740, la France bénéficie d'une position dominante dans le commerce au Levant, et les maronites deviennent des partenaires privilégiés. Une tendance qui ne fera que s'accélérer sous le règne de Béchir II (1788-1840). Il reste neutre lors du siège d'Acre de 1799 par Napoléon contre Ahmed Pacha, connu comme le Djezzar (le boucher), le gouverneur de la région de Sidon, ayant son siège à Acre. Ce dernier nommé par la Sublime Porte en 1775, contrôle la Palestine et le Liban, et auréolé du prestige de la victoire sur Napoléon, exerce le plein contrôle sur le littoral libanais, incluant Beyrouth et interfère dans la politique des Chehab contrôlant l'arrière-pays, notamment via les différents seigneur druzes. Par ailleurs après la mort du pacha en 1804, Béchir II émerge comme la force dominante de la région, qui tout en s'appuyant sur les Joumblatt, va exercer des représailles, tel la confiscation de terres des tribus druzes ayant collaboré avec le Djezzar, ce qui nourrira un ressentiment de ces derniers envers les Chehab.
Lorsqu'en 1820, le nouveau pacha de Sidon, Abdullah Pacha, demande davantage de taxes, Béchir II exonère les druzes afin de conserver l’allégeance des Joumblatt et fait reposer le fardeau sur les maronites, ce qui génère une révolte initié par un mouvement de religieux maronites emmené entre autres par l’évêque Yusuf Itsfan (1759-1823): ce mouvement connu comme l'ammiya (révolte populaire) milite pour l’égalité des droits et devoirs (pas plus de taxe pour les chrétiens que les musulmans...) et la fin du système féodal,. Il réunit environ 6 000 personnes près de Beyrouth qui s'accordent à nommer un représentant par village (wakil). Le mouvement est aussi soutenu par le chef des druzes Yazbek et des cheikh chiites. Pendant que le pacha de Sidon recule, Béchir II est capable de réprimer le mouvement. Une deuxième assemblée se tient à Lehfed. Avec l'assistance des Joumblatt, Béchir II est toujours capable de contenir le soulèvement, notamment en faisant empoisonner Yusuf Itsfan. Le mouvement est néanmoins considéré marquer un tournant dans l'histoire du Liban comme étant le premier mouvement organisé politiquement, mais qui, initié par l’Église, introduit aussi les germes d'une organisation politique marqué sur un clivage confessionnel.
En 1822, Béchir II s'allie au pacha de Sidon dans une confrontation avec le Pacha de Damas ce qui déplaît à la Sublime Porte, laquelle condamne Béchir II à un bref exil en Égypte. Les Joumblatt profitent de cet exil pour reprendre en main la montagne via un Chehab sous leur contrôle. Le retour en grâce de Béchir II, auprès du régime ottoman, met un terme à cela forçant le chef druze, Béchir Joumblatt, à s'exiler vers Tripoli. Il tente un retour en 1825, mais ne trouve pas le soutien escompté chez les maronites qui se souviennent de son rôle dans la répression de l'ammiya et ses troupes sont repoussées. Béchir Joumblatt s'enfuit mais est capturé puis livré à Abdullah Pacha qui le fait étrangler. Les terres druzes sont confisquées pour être souvent offertes à des cultivateurs maronites ou à l’Église maronite.

#### Occupation égyptienne
En 1831, éclate la première guerre égypto-ottomane, où Ibrahim Pacha, le fils de Méhémet Ali, pacha d'Égypte, conquiert la Syrie au détriment de la Sublime Porte. Béchir II choisit de collaborer avec Ibrahim Pacha dès son arrivée en Syrie commençant par le siège d'Acre qui dure 7 mois. La Convention de Kütahya arrangée par la France et la Russie en mai 1833, reconnaît Ibrahim comme gouverneur de la Syrie (incluant le Liban) toujours officiellement sous la suzeraineté de la Sublime Porte. Comme les consuls européens, les égyptiens vont choisir de se baser à Beyrouth alors pas plus grand que Tripoli. C'est à cette époque que la ville va prendre son essor, grâce au commerce de la soie entre l’Égypte et la Montagne libanaise.
Dans cette période, Béchir II, qui emménage dans son nouveau Palais de Beiteddine en 1832, est alors chargé de mettre en place la politique d'Ibrahim, consistant en de lourdes taxes affectant tous les niveaux de la société, puis l’instauration la conscription. Beaucoup de jeunes hommes fuient, ce qui affecte l’économie de la région. Béchir II devient impopulaire et des révoltes éclatent lorsque Ibrahim demande que les communautés druze et chrétienne soit désarmées en 1839-1840,.
À la suite de la volonté de Méhémet Ali de se défaire de la suzeraineté de la Sublime Porte en 1838, cette dernière engage la deuxième guerre égypto-ottomane en 1839 où les Ottomans sont défaits par les Égyptiens. La menace de l'effondrement de l'Empire ottoman, incite une coalition composée de l’Autriche, la Prusse et la Russie et emmenée par le Royaume-Uni, à faire une offre en juillet 1840, à Méhémet Ali garantissant, à lui et sa descendance, l’Égypte et Damas, à condition qu'il se retire de Syrie. Pensant, à tort, qu'il bénéficie toujours du soutien de son allié historique, la France, qui en fait reste neutre, Méhémet Ali refuse l'offre. La coalition commence alors à bombarder les positions égyptiennes à Beyrouth le 11 septembre, et, via des pamphlets, encourage la population à se soulever contre les Égyptiens, ce qui dégénère rapidement en conflit interethnique entre druzes et maronites lesquels apparemment pensaient jouir d'une impunité garantie par les puissances occidentales en présence. Béchir II se rend aux Britanniques le 14 octobre qui l'exile à Malte. Les diplomates français, Nicolas Prosper Bourée, et Britannique, Richard Wood, imposent alors Béchir III lequel avait intrigué contre Béchir II et s’avère très hostile aux druzes, Ibrahim Pacha se retire en Égypte en janvier 1841. Le 4 novembre, les druzes capturent Deir-el-Qamar et se livrent à des massacres de chrétiens. Béchir III est alors exfiltré et déposé par les ottomans en Janvier 1842. Les intervenants parlent alors d'une situation de guerre civile entre maronites et druzes.

### 1842-1860: le double caïmacanat
À partir de 1840, l'entité socio-politique autonome du Mont-Liban entre dans une période de forte déstabilisation marquée par le massacre de chrétiens maronites par les Druzes. Les causes de cette crise sont multiples, tant politiques que sociales, externes au microcosme du Mont-Liban ou endogènes.
Dans le contexte de la question d'Orient, le Mont-Liban est une région propice à l'interventionnisme des puissances occidentales désireuses d'accentuer leur influence locale face au pouvoir ottoman. La France s'est ainsi fait l'alliée de la communauté maronite et le Royaume-Uni celle de la communauté druze dans leurs revendications vis-à-vis du pouvoir ottoman. D'autre part, on observe alors une poussée démographique et une ascension sociale des maronites, traduite politiquement par des velléités hégémoniques de l'émir Bachir Chehab II sur l'ensemble de la montagne. Tout ceci entraîne donc une rupture de la symbiose qui existait entre les deux communautés majoritaires druze et maronite, et des massacres intercommunautaires.
Pour remédier à la crise, les puissances occidentales, notamment l'Autriche-Hongrie, appuient la constitution en 1842 d'un régime du double caïmacanat, ou double préfecture. Il s'agit d'une tentative de « territorialisation » des communautés maronite dans la partie nord de la montagne, et druze dans la partie sud. Ce régime marque le passage dans la montagne de l'ordre féodal de l'émirat à un ordre confessionnel qui perdurera par la suite lors de la création de la république moderne du Liban.
Cependant, la double-préfecture ne peut être viable de par le problème insoluble que pose l'existence de nombreux villages mixtes druzes-maronites. En 1845, l'armée turque, ignorant son autonomie, envahit la montagne et désarme la population chrétienne, provoquant le début de son massacre par les druzes. Les tensions et massacres atteignent leur paroxysme en 1860, épisode tristement célèbre de l'histoire de la montagne libanaise.

### 1861-1915: la province (mutasarrifiya) autonome du Mont-Liban et le vilayet de Beyrouth
À la suite des massacres des Maronites par les Druzes de 1840 à 1860, les grandes puissances de l'époque (la France, le Royaume-Uni, l'Autriche-Hongrie, la Russie, la Prusse) envoient un corps expéditionnaire et obligent l'Empire ottoman à créer une province (mutasarrifiya) autonome du Mont-Liban en 1861. Elle doit être dirigée par un gouverneur, sujet ottoman chrétien, sous la surveillance des consuls européens. Un conseil consultatif central, majoritairement composé de chrétiens, est également mis en place sur une base communautaire proportionnelle. C'est pendant cette période d'autonomie que sont créés les premiers conseils municipaux élus au Liban, en 1879 à Jounieh par exemple. Entre 1880 et 1914 la croissance démographique et la crise de la sériciculture provoquent un très important mouvement d'émigration vers les Amériques qui touche au moins le quart de la population.
Les régions côtières autour de Beyrouth et de Tripoli restent en dehors de ce régime d'autonomie mais connaissent une certaine modernisation économique et administrative. Le vilayet de Beyrouth (province), détaché du vilayet de Syrie en 1888, devient le pôle économique du Levant. Le chemin de fer de Beyrouth à Damas, le premier de la région, ouvre en 1895.

#### Liste des gouverneurs ottomans chrétiens du Mont-Liban

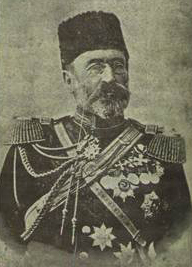
Muzaffer Pasha.

- 1861-1868 : Garabet Artin dit "Daoud Pacha" (+/-1816-1873) - Arménien catholique d'Constantinople[20] - Ambassadeur à Vienne (1856-1857)/ Gouverneur du Liban (1861)/ Directeur des PTT et des Travaux Publics (1868)
- 1868-1873 : Nasri Franco Coussa dit "Franco Pacha" (1814-1873) - Syrien grec-catholique ("Levantin") d'Alep
- 1873-1883 : Rüstem Mariani, dit "Rüstem Pacha" (1810-1885) - Italien catholique né à Florence, aristocrate exilé, naturalisé Ottoman[21].
- 1883-1892 : Pashko Vasa Shkodrani dit "Vasa Pacha" (1824-1892) - Albanais catholique de Shkodër (auteur de poèmes - publiés à titre posthume - prônant l'unité nationale albanaise au-delà des différences religieuses)
- 1892-1902 : Naum Coussa, dit "Naum Pasha" (1846-1911) - beau-fils de Nasri Franco Coussa
- 1902-1907 : Ladislas Czaykowski, dit "Muzaffar Pasha" (1837/1840-1907) - d'origine polonaise
- 1907-1912 : Youssef Coussa, dit "Yusuf Pacha" (1856-?) - fils de Nasri Franco Coussa
- 1912-1915 : Ohannès Kouyoumdjian dit "Ohannes Pacha" (1856-1933)[22] - Arménien catholique (auteur de : Le Liban. À la veille et au début de la guerre. Mémoire d'un Gouverneur, 1913-1915, publié en 2003)

### Évolution socio-économique dans la période ottomane

#### Prépondérance de la Sériciculture dans l’économie libanaise
Pendant que Le Sud chiite du Liban, comme la Galilée, cultive traditionnellement depuis le règne de Fakhreddine II, le coton qui bénéficie de la demande européenne avec notamment une multiplication par 5 des exportations vers la France entre 1700 et 1789 (2,1 tonnes à 11 tonnes), le reste du Liban se consacre essentiellement à la soie, qui est cultivée depuis le VIIe siècle pour devenir une monoculture représentant 80 % de la surface cultivée de la montagne vers 1860. Cela rend la région extrêmement dépendante des marchés européens, et notamment de la France qui à elle seule absorbe 90 % de la production en 1900, et même 99 % en 1914, alors qu'en 1840, les 3⁄4 de la production étaient absorbés par le marché local. Ce déséquilibre ne permet pas à l'agriculture locale de fournir les besoins alimentaires, notamment en céréales lesquelles sont alors importées d'autres régions syriennes, notamment la plaine de la Bekaa, et les régions de Hama, Homs et Hauran. D'autre part la balance commerciale de la montagne libanaise restera globalement déficitaire dans cette période, notamment au bénéfice du Royaume-Uni, le déséquilibre commercial étant compensé par les investissements européens et plus particulièrement français.
La spécificité du marché de la soie, qui tout en demandant un investissement de long terme en plantation de mûrier, restait un produit de luxe très sensible aux fluctuations économique de court terme, rendant les propriétaires fonciers très dépendants des commerçants. Ceci aurait conduit au déclin du système féodal (où les paysans sont locataires soit du foncier soit des arbres), à la faveur de revers économiques, ou simplement de réduction d'exposition à ceux-ci par les grandes familles seigneuriales, permettant aux paysans d’acquérir graduellement des terres pour leur propre compte. Cette spécificité du marché de la soie est aussi considérée être responsable de la fin du système de la Musha (terre détenue collectivement) dans la plaine de la Beeka, ce qui facilitera le développement de la propriété privée durant le mandat français.

#### Tyr, Tripoli, Sidon puis l’émergence de Beyrouth

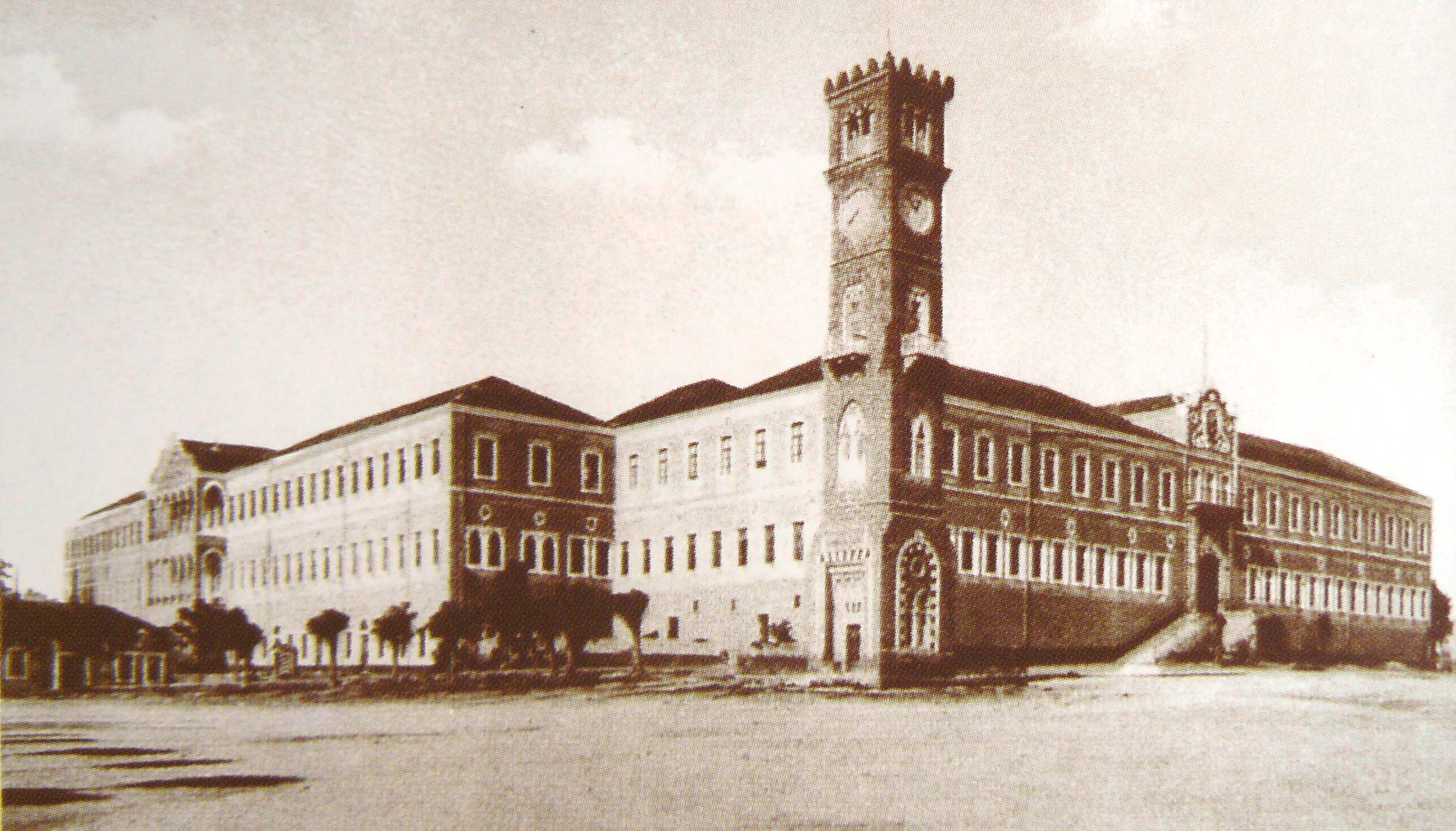
Le Grand Sérail de Beyrouth vers 1900

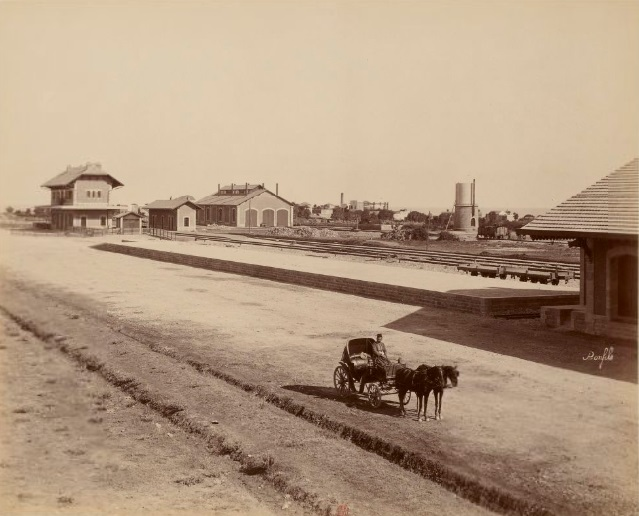
La Gare de Beyrouth (vue d'ensemble) en 1895

Tripoli et Tyr étaient devenu les principaux centre économique libanais vers le xie siècle, lesquels jouissaient d'une prospérité commerciale, à la suite de la conquête du levant et de l’Égypte par les Fatimides chiites ismaéliens, qui favorisaient le commerce avec notamment l'Italie et l'Empire byzantin. Les Mamelouk ont largement mis à sac ces cités au xiiie siècle, mais ont reconstruit Tripoli, qui devient largement bénéficiaire du commerce avec l’intérieur syrien à une époque où Alep est un centre d'importance égale à Damas, au détriment de Tyr. Néanmoins, Tripoli devenant relativement indépendante de la sublime Porte pour être sujet à l'autorité locale des Maan, plus spécifiquement sous Fakhreddine II, lequel fixait les taxes douanières à des niveaux assimilés à de l'extorsion, considérée principale raison pour laquelle le centre de gravité se déplace vers Alexandrette, qui devient l'accès maritime principale d'Alep et Sidon durant la période ottomane,.
Lorsque l’égyptien Ibrahim Pacha occupe le Liban en 1831, il choisit d’établir son quartier général à Beyrouth, à l'endroit où sera construit le Grand Sérail, siège du gouvernement libanais. C'est à cette époque que la sériciculture devient prépondérante au Liban, et que Beyrouth prend l'ascendant sur Tripoli et Sidon. La reprise par les Ottomans en 1840 va confirmer Beyrouth comme capitale politique du Liban, remplaçant alors la capitale historique de l’entité libanaise depuis les Maan, Deir-el-Qamar. Il s'agit également de la ville choisie par les consulats et comptoirs européens. Son développement économique est alors pérennisé par un flot d'investissements notamment français: En 1857 le comte de Perthuis de Laillevault obtient la concession de la route de Beyrouth à Damas laquelle entre en service en 1863, réduisant le voyage de 4 jours par l’itinéraire caravanier, à 13h en diligence. La compagnie de la route de Beyrouth à Damas, exploitant la route éponyme, est plus-tard absorbée par la Société des chemins de fer ottomans économiques de Beyrouth-Damas-Hauran (de) qui ouvre le chemin de fer de Beyrouth à Damas en 1895 réduisant le trajet à 9h,.
Le développement du commerce à Beyrouth au milieu du xixe siècle voit l’émergence d'une classe bourgeoise occidentalisée se spécialisant dans le commerce et la finance, en relation étroite avec l'Europe. A cette époque, le Liban est aussi au cœur d'une renaissance littéraire connue comme la Nahda, permise par l'introduction de l'imprimerie, notamment par les missionnaires chrétiens, au cours de laquelle Beyrouth avec le Caire émergent comme les centres de gravité de la presse du monde arabe. Vers 1870, Beyrouth compte pas moins de 25 journaux, avant que la censure ottomane opère à son détriment.

#### Grande famine de 1915

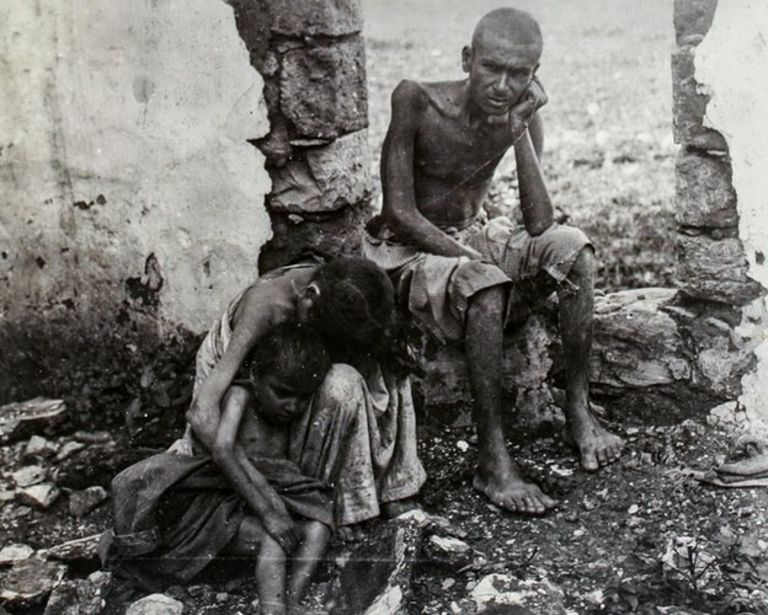
Homme et enfants durant la Grande famine de 1915

L'engagement de l'Empire ottoman aux côtés de l'Allemagne lors de la Première Guerre mondiale a pour conséquence le blocus maritime du Liban par l'Entente, et de ce fait, l’arrêt des exportations de soie. La perte de revenus afférente et l'absence d'autosuffisance alimentaire du Mont-Liban, conjuguées aux confiscations de grain par la Sublime porte au profit de son armée, et à l'invasion de sauterelles de 1915, entraînent une Grande famine qui cause la mort de plus d'un tiers de la population du Mont-Liban entre 1915 et 1918. Par ailleurs, des fortunes ont été bâties sur la spéculation céréalière par des familles bourgeoises de Beyrouth, Tripoli ou encore Alep, lesquels auraient réinvesti une partie de leurs gains en acquisitions foncières dans la plaine de la Bekaa et le mont Liban.
Les mesures prises par les dirigeants Jeunes-Turcs ont été particulièrement sévères. Dès novembre 1914, l'arrivée de Djemal Pacha à Damas marque un tournant décisif. Nommé à la tête de la IVe Armée, il a multiplié les mesures hostiles : occupation militaire de la Montagne (novembre 1914), suppression de fait de ses privilèges (mars 1915), et nomination d’administrateurs connus pour leur sévérité, comme Biza Pacha et Ali Munif Bey. Les Libanais ont subi réquisitions, exécutions sommaires, et déportations en Anatolie. Djemal Pacha est notamment l’instigateur du blocus de la Montagne en décembre 1914, une initiative aux conséquences désastreuses.
Le précédent arménien est souvent évoqué pour établir un parallèle entre les souffrances des deux peuples. En mai 1916, Aristide Briand, alarmé par la situation au Liban, a demandé à plusieurs reprises au gouvernement américain d’intervenir pour arrêter le gouvernement turc dans la voie d’un massacre analogue à celui des Arméniens. Les deux tragédies présentent des similitudes troublantes, notamment en termes de chronologie et de motivations des bourreaux. La déportation en masse des Arméniens d’Anatolie coïncide avec le début du blocus et la répression au Mont-Liban (mars 1915). Les Libanais et les Arméniens ont parfois eu affaire aux mêmes persécuteurs, les régions d’Anatolie orientale et le Mont-Liban apparaissant comme des points faibles pour la défense ottomane.
Le bilan humain de la famine est difficile à établir avec certitude. Les sources diplomatiques estiment à près de 100 000 le nombre de morts, tandis que les Montagnards évaluent les pertes de la seule Montagne à 120 000 personnes, soit le tiers de la population. Ce traumatisme a laissé une empreinte profonde dans la mémoire des Libanais.

## Le mandat français
Période : 1918-1943

### Création du Grand-Liban

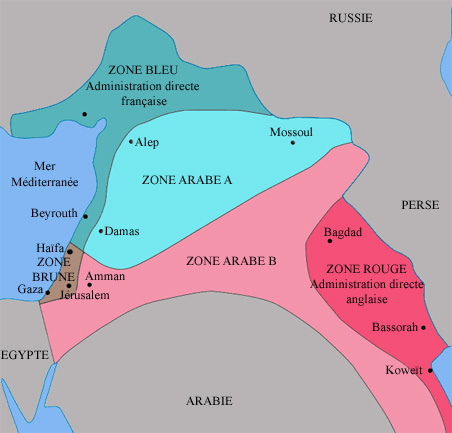
Carte des accords Sykes-Picot

À l'issue de la Première Guerre mondiale, le Mont-Liban et ses périphéries se trouvent dans la zone d'influence française, telle que définie par les accords alors secrets entre la France et le Royaume-Uni, dits accords Sykes-Picot du 16 mai 1916.
Un mouvement nationaliste arabe mobilise des intellectuels de Beyrouth et du Mont-Liban qui aspirent à l'indépendance de la Syrie, sous la direction d'un souverain arabe, tandis que d'autres, parmi lesquels les Maronites sont majoritaires, pensent à un État libanais indépendant, protégé par ses liens privilégiés avec la France. Le 27 octobre 1919, le patriarche maronite Hoyek remet à l'assemblée générale de la conférence de la paix à Paris un memorandum réclamant l'indépendance du Liban dans ses frontières historiques et avec l'aide de la France. En mars 1920, un royaume arabe de Syrie est proclamé par les nationalistes arabes, réservant un statut d'autonomie au Mont-Liban, mais l'armée française met fin à cette tentative. Le 25 avril 1920, la conférence de San Remo, antécédent du traité de Sèvres, met officiellement fin à la souveraineté ottomane : la France obtient de la Société des Nations un mandat sur les régions syriennes du Levant. Après la bataille de Khan Mayssaloun (24 juillet 1920), les partisans du royaume arabe doivent quitter le pays qui passe sous l'autorité mandataire française.
Le 1er septembre 1920, le gouverneur français Henri Gouraud, à la demande des Maronites, proclame à Beyrouth l'État du Grand Liban et fixe ses frontières. Celles-ci incluent non seulement des populations maronites, mais des musulmans sunnites et chiites, des Alaouites et des Druzes. Les clivages rendaient improbable la naissance d'une entité politique libanaise unifiée, d'autant que chaque communauté gardait en mémoire sa version bien particulière de l'histoire, rarement en accord avec celle des autres.
La création de l'État du Grand Liban coïncide avec celle de la nationalité libanaise, légalement reconnue le 30 août 1924 par l’arrêté n°2825 du haut-commissaire Maxime Weygand, pris en application du traité de Lausanne de 1923, qui déclare que « toute personne qui était un sujet turc [c'est-à-dire ottoman] et qui résidait dans les territoires du Liban le 30 août 1924 est confirmée comme sujet libanais et est désormais considérée comme ayant perdu la citoyenneté turque [c'est-à-dire ottomane] ».
Cette période voit la première vague d'apatrides libanais, certains groupes sont exclus de la nationalité libanaise, afin notamment de maintenir l'équilibre démographique et confessionnel du pays.
En 1925, le sud-est du Liban est touché par la révolte druze de Syrie. La base aérienne française de Rayak (Liban) contribue à l'écrasement de la révolte.
Le 23 mai 1926, le haut-commissaire Henry de Jouvenel promulgue la constitution qui crée les postes de président de la République et de chef du gouvernement. L'état du Grand-Liban devient officiellement une République, prend le nom de République libanaise.
La présence française va permettre d'étendre l'enseignement du français tant dans le privé que dans le public. Le français et l'arabe sont reconnus comme langues officielles (1926).

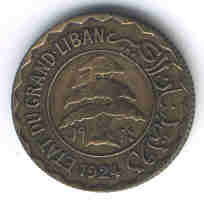
Pièce de 5 piastres de l'État du Grand-Liban (1924).

### La marche vers l'indépendance
Le 9 mai 1932, le haut-commissaire Henri Ponsot suspend la constitution libanaise, dissout la chambre des députés et maintient Charles Debbas, président de la République.
Le 3 mars 1936, le parti Destour présente une motion à la chambre des députés réclamant, la conclusion d'un traité avec la France mettant un terme au mandat, la remise en vigueur de la constitution et l'admission du Liban à la SDN.
Le 13 novembre 1936, un traité franco-libanais reconnait l'indépendance du pays. Il est approuvé à l'unanimité par la chambre libanaise le 17 novembre 1936 dans l'euphorie. Le traité n'entrera cependant pas en application car il n'est pas ratifié par l'assemblée nationale française.
Le 4 janvier 1937, le haut-commissaire rétablit la constitution.
En 1940-1941, pendant la Seconde Guerre mondiale, le Levant est sous l'autorité du régime de Vichy. Lors de la campagne de Syrie, il est envahi par les forces de l'Empire britannique et de la France libre qui entrent à Beyrouth le 15 juillet 1941. Le Liban passe alors, comme la Syrie, sous le contrôle de la France libre, celle-ci ayant promis l'indépendance aux deux pays. Le général Catroux exerce l'autorité sur ces deux territoires en tant que représentant personnel du général de Gaulle mais il doit faire face à la fois aux ingérences britanniques et aux revendications nationales libanaises.
Le 18 mars 1943, Ayoub Tabet est nommé par le général Catroux chef de l'État et du gouvernement de la République libanaise. Par décret, Tabet fixe le nombre de députés de la future assemblée à 54 : 32 chrétiens et 22 musulmans
Le 21 juillet 1943, Petro Trad est nommé par Catroux chef de l'État de la République libanaise.
Le 31 juillet 1943, Jean Helleu, délégué de Catroux au Liban, corrige le décret de Tabet : la chambre aura 55 députés: 30 chrétiens et 25 musulmans.
Le 19 septembre 1943, Béchara el-Khoury et Riyad el-Solh dressent les grandes lignes du Pacte national.
Le 21 septembre 1943, Béchara el-Khoury est élu président de la République par la chambre des députés par 44 voix sur 47 votants, Riyad el-Solh prenant de son côté la tête du gouvernement. Un conflit éclate entre ces partisans résolus de l'indépendance et le représentant français Jean Helleu, Riyad el-Solh ayant annoncé son intention de retirer de la constitution tous les articles et références au mandat français.
Le 8 novembre 1943, l'assemblée libanaise approuve à l'unanimité la suppression de tous les articles de la constitution relatifs au mandat.
Le comité français de libération nationale basé à Alger dénie au gouvernement libanais et à l'assemblée le droit de modifier la constitution.
Jean Helleu fait emprisonner le gouvernement le 11 novembre 1943. Béchara el-Khoury, Riyad el-Solh, Camille Chamoun, Selim Takla, Abdul Hamid Karamé et Adel Osseirane sont incarcérés à la citadelle de Rachaya. Helleu dissout la chambre et nomme Emile Eddé chef de l'état et du gouvernement. Le drapeau du Liban est modifié le même jour. Le 12 novembre 1943, lors d'une grève de protestation à Beyrouth, des véhicules français sont attaqués et incendiés.
Habib Abouchahla, l'émir Magid Arslane et Sabri Hamadé se retranchent à Bchémoun dans la montagne et proclament la formation d'un gouvernement provisoire. Ils sont protégés par les 'Gardes Nationaux' dirigés par Naim Moghabghab.
Le 18 novembre 1943, Khoury est transporté de nuit à Beyrouth pour un entretien avec Catroux de retour d'Alger : il rejette les conditions qui lui sont posées. Le 19 novembre 1943, Solh a, à son tour, une rencontre avec Catroux.
Enfin, dans la nuit du 21 au 22 novembre 1943, la radio d'Alger annonce que le Comité français de libération nationale a résolu de libérer Khoury et de le rétablir dans ses fonctions. Le 22 novembre 1943, retour triomphal à Beyrouth de Khoury et des hauts responsables libérés. La France libre se résout à accorder l'indépendance au pays. Des scènes de liesse se déroulent les jours suivants dans Beyrouth. La souveraineté du Liban sera officiellement reconnue le 3 janvier 1944, en même temps que celle de la Syrie, mais les dernières troupes françaises ne quitteront la région qu'en décembre 1946.
Si, à l'indépendance, l'arabe est reconnu comme seule langue officielle, le français garde une place privilégiée tant dans la réalité que dans les textes puisque, par exemple, les étudiants peuvent étudier les sciences et les mathématiques en français ou en arabe, au choix. Aussi, le Liban fait partie intégrante de la Francophonie et est d'ailleurs membre de l'Organisation internationale de la francophonie depuis 1970. Mais l'anglais prend aujourd'hui une place de plus en plus importante, tant dans le domaine scolaire que professionnel.

## Les débuts de l'indépendance
Période : 1943-1972

### Développement et démocratie
Le Liban participe à la fondation de la Ligue arabe le 22 mars 1945. Par solidarité arabe, il s'engage dans la guerre israélo-arabe de 1948-1949 avec un contingent réduit. La principale conséquence de cette guerre est l'afflux de 100 000 réfugiés palestiniens au Liban.
Au début de 1952, un litige commercial avec la Syrie entraîne la fermeture de l'oléoduc de Kirkouk à Tripoli.
En septembre 1952, Camille Chamoun accède à la présidence. Son mandat est marqué par le manque de respect du président pour la convention nationale. Chamoun renforce les prérogatives présidentielles, et malgré le contexte régional et national pro-arabe, il infléchit la politique extérieure du Liban dans un sens pro-occidental, négligeant totalement les sentiments des Libanais des classes pauvres. Il adhère même à la doctrine Eisenhower de coordination des forces antisoviétiques au Moyen-Orient sèchement rejetée par tous les autres pays arabes.
Les fondements du libéralisme économique ont été inscrits dans le système législatif après l'indépendance. Le secret bancaire est garanti par la loi à partir de 1956, et la libre circulation des capitaux y est actée dès 1948. Le pays exploite sa position géographique pour devenir une plateforme financière majeure, et a ainsi servi de refuge aux capitaux fuyant les nationalisations des socialismes arabes dans les années 1950 et 1960.

### La crise de 1956-1958 au Liban
Le contexte régional des nations arabes qui se soulèvent et le refus du président pro-occidental Camille Chamoun de rompre les relations diplomatiques avec le Royaume-Uni et la France alors que celles-ci attaquent l'Égypte durant la crise de Suez, poussent la communauté musulmane à réclamer au gouvernement une fusion avec la République arabe unie, ce que refuse catégoriquement la communauté chrétienne. La pression monte. Les réfugiés palestiniens se sont alors déjà préparés à mener la guerre et à prendre le Liban à la place de la Palestine. Ils sont soutenus par le président égyptien Gamal Abdel Nasser et par le régime syrien; Nasser avait arrangé la décision du "Caire" pour faire armer les Palestiniens uniquement en territoire libanais. Il s'agit d'une décision plus internationale que locale avec comme premier partenaire l'ancien régime soviétique (URSS) qui avait à l'époque de bonnes relations avec l'État d'Israël. Bombes et assassinats précèdent de vastes manifestations de rue. À partir de mai 1958 éclate une guérilla dans la montagne entre loyalistes de Naim Moghabghab et insurgés de Kamal Joumblatt. Devant cette agitation, Chamoun obtient le débarquement de 15 000 Marines américains qui assurent le triomphe de la contre-révolution menée par les Kataëb chrétiens en majorité. Le mandat de Chamoun a vu une renaissance culturelle et économique dont le Liban garde toujours la trace malgré la guerre de 17 ans. C'était aussi une renaissance de la liberté d'expression et de la liberté de la presse (aucun pays arabe ne l'avait à cette époque). On a parfois appelé la crise de 1958 la "révolution des pachas" en raison de l'importance d'acteurs de grandes familles libanaise dans l'insurrection, tels Kamal Joumblatt dans le Chouf, Rachid Karamé à Tripoli ou Saëb Salam à Beyrouth. Cependant le conflit est également marqué par les enjeux internationaux et notamment l'influence du nassérisme et du baasisme qui deviennent les porte-voix des revendications de la communauté musulmane.
À la fin du mandat de Chamoun en septembre, le général Fouad Chehab est élu. L'opposition impose la nomination du leader de l'insurrection, Rachid Karamé, au poste de Premier ministre.

### Le chehabisme
Le nouveau président inaugure de meilleures relations avec Nasser, et le Liban joue à plein son rôle de médiateur entre Arabes, apaisant du coup les revendications internes des musulmans et des druzes. Ces relations avec le dirigeant égyptien exarcerbent cependant la colère de la bourgeoisie affairiste chrétienne, qui craignait les aspirations panarabistes et socialistes de ce dernier.
Chehab ouvre une période de stabilité durant laquelle la prospérité libanaise semblait revenue. Cette politique de restauration de l'état souverain est appelée le Chéhabisme.
L'économie est en plein boom mais la croissance est marquée par une importante inégalité régionale et communautaire. L'Institut international de recherche et de formation (Irfed), auquel les autorités ont confié au début des années 1960 la réalisation d'une étude socio-économique exhaustive, indique que le pays présente « un niveau d'inégalités sociales très élevé, une concentration massive de fortunes chez une petite minorité de Libanais, contrastant avec l'existence de poches de grande pauvreté dans les régions rurales périphériques du pays ».

### Le coup d'État de 1961
Dans la nuit du 30 au 31 décembre 1961, le Parti social nationaliste syrien dirigé par Abdallah Saadé et Assad el Achkar tente un putsch. Une vingtaine de chars de la garnison de Tyr rejoignent les putschistes et tentent sans succès un assaut sur le ministère de la Défense. Le chef de l'état-major (Youssef Chemayet), le directeur de la Sûreté générale (Tawfic Jalbout), le commandant de la gendarmerie et le commandant militaire de Beyrouth sont faits prisonniers. Prévenu, Fouad Chehab envoie la troupe et capture les putschistes. Les otages seront délivrés dans la même journée.

### La montée des périls (1966-1975)
À partir de la fin des années 1960, la vie politique libanaise est entachée par des affaires de corruption généralisée de fonctionnaires, contraints de démissionner par dizaines, et par les désaccords sur les thèmes de politique extérieure et de traitement de la "résistance" palestinienne. La classe dirigeante subit des conflits internes, l'enjeu de cette agitation étant le partage des positions de pouvoir. Les mouvements se radicalisent, et la tension grimpe.
En août 1970, Kamal Joumblatt, alors au gouvernement, légalise des partis jusqu'alors interdits : le Parti communiste Libanais, le Baath pro-irakien et pro-syrien, le Parti Nationaliste Syrien et Social, et le Mouvement du 24 octobre.
Les libanistes conservateurs chrétiens craignent pour la cohésion nationale, alors que les islamo-palestino-progressistes sont solidaires de la résistance. Les milices commencent à s'armer massivement, le clan pro-arabe étant soutenu par les Palestiniens, alors que les libanistes se tournent vers l'Occident. Des vagues d'affrontements commencent, elles opposent la phalange aux Palestiniens, et la phalange au mouvement national.

### Le problème palestinien
Les camps de réfugiés servent en effet de bases d'entraînement militaire, et plusieurs centaines de fedayins lancent des opérations commando contre la frontière nord d'Israël, ou même des actions terroristes à l'étranger. Devant la résistance qui s'organise, Israël attend du Liban qu'il assure sa sécurité en contrôlant l'activité des Palestiniens sur son territoire, mais le Liban est trop faible pour résoudre le problème.
Après la guerre des Six Jours et l'occupation de la Cisjordanie et de Gaza par Israël en 1967, puis surtout la terrible répression jordanienne contre les fedayins palestiniens en septembre 1970 — connue sous le nom de Septembre noir —, la cause palestinienne s'enlise.
L'armée libanaise tente en 1969 de reprendre le contrôle des camps, mais elle est trop faible. Un compromis est trouvé avec la signature au Caire sous l'égide de Nasser, en 1969, d'un accord entre Yasser Arafat — commandant de l'OLP — et le commandant en chef de l'armée. L'extraterritorialité des camps des fedayins est reconnue. Cet accord est tenu secret, car il est contraire au plein exercice de la souveraineté libanaise.
À la différence des États arabes voisins, au pouvoir fort, qui n'hésitent pas à traiter le problème palestinien de manière radicale, la présence des réfugiés palestiniens au Liban et surtout la lutte de l'OLP contre Israël deviennent le point principal de désaccord entre les deux grands blocs.
Pour se défendre contre les fedayins, l'armée israélienne lance de nombreuses opérations de représailles dans le Sud et jusqu'à Beyrouth. La population libanaise subit de plein fouet cette violence.

## La guerre du Liban (1975-1990)
De nombreux acteurs libanais, à commencer par Camille Chamoun, ont pointé la présence des Palestiniens, alors estimés à 350 000, alors que la population libanaise était estimée à 2,5 millions, comme la cause de la guerre. Par ailleurs, Il est aujourd'hui communément admis que la présence palestinienne était le catalyseur d'un problème plus profond, qui était que le système confessionnel issu du Pacte national de 1943, et donnant une prépondérance aux maronites, ne reflétait plus la réalité démographique du pays. Le sujet étant sensible, il n'y a pas eu de recensement officiel depuis 1932.

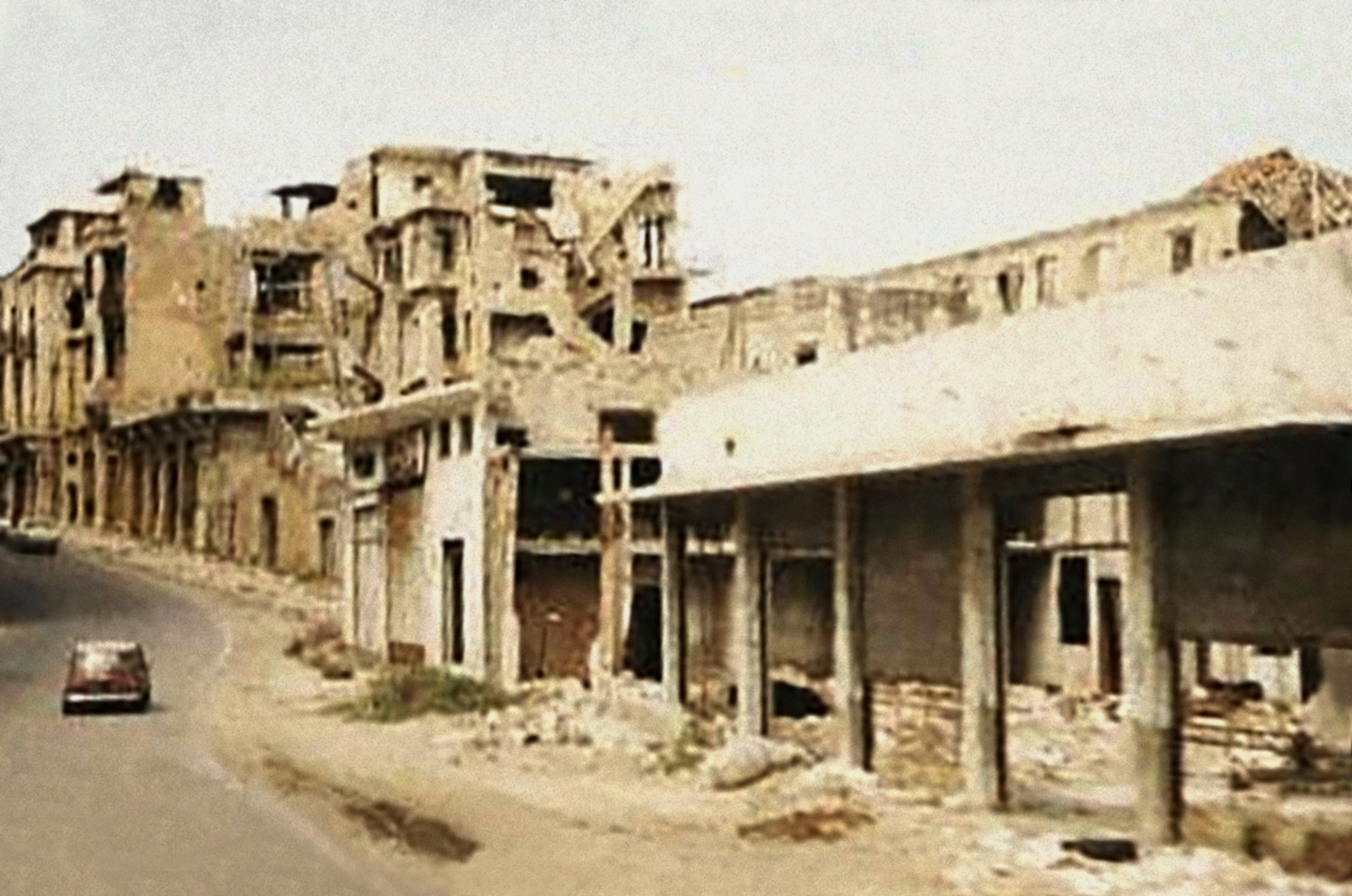
Beyrouth, avril 1978

|                   | 1932    | 2018      |
| ----------------- | ------- | --------- |
| Maronites         | 351 197 | 934 704   |
| Grecs Orthodoxes  | 133 343 | 329 865   |
| Grecs Catholiques | 76 336  | 213 193   |
| Autres Chrétiens  | 52 248  | 209 213   |
| Sunnis            | 194 305 | 1 721 853 |
| Chiites           | 166 545 | 1 743 718 |
| Druzes            | 62 084  | 295 664   |
| Total Chrétiens   | 614 397 | 1 686 975 |
| Total musulmans   | 431 767 | 3 821 717 |

### La «guerre des deux ans» (1975-1976)

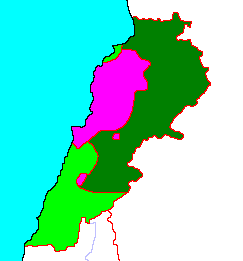
Zones contrôlées en 1976 :
vert foncé : par la Syrie ;
violet : par des milices maronites ;
vert clair : par des milices palestiniennes

Dans le contexte d'une grève de pêcheurs s'opposant à l'attribution d'un monopole de pêche au profit d'une société appartenant à Camille Chamoun, et réprimée par des forces maronites alliées de Pierre Gemayel, le matin du 13 avril 1975, des tirs font deux morts lors de l'inauguration d'une église par Pierre Gemayel. L'après-midi, des phalangistes attaquent un bus passant dans la même rue tuant 27 Palestiniens: cet événement marque le début de la guerre civile de 1975-1976 qui opposera essentiellement le mouvement national, une coalition de partis musulmans séculiers et de partis de gauche incluant aussi des chrétiens, emmené par le druze Kamal Joumblatt, qui s'opposera aux phalanges, un mouvement maronite de droite.
En janvier 1976, les milices phalangistes attaquent un quartier bidonville musulman de Beyrouth, Karantina, et un camp palestinien chrétien à Dbaiyeh, dont les populations sont soit tuées ou expulsées. Les camp palestiniens de Tel el Zaatar et Jisr al basha sont aussi assiégés. En représailles, le Fatah palestinien, qui était jusque-là resté neutre dans les affaires intérieures libanaises, joint ses forces à celles du mouvement national, lors de l'attaque de la ville chrétienne de Damour, fief de Camille Chamoun. La réplique phalangiste se traduira par le massacre de Tel al-Zaatar en juin 1976,.
Entre-temps, les députés appelaient à la démission du président Soleimane Frangié avant l'expiration de son mandat en décembre 1976 (ce qu'il refusera de faire), et une élection anticipée de son successeur qui a lieu le 8 mai 1976. Cela est saisi par la Syrie qui soutient Elias Sarkis, lequel est élu avec l'appui des phalangistes et des partisans de Chamoun, pour occuper le pays, en faveur de l’exécutif maronite,,.
Cette occupation est légitimée par la mise sur place d'une Force arabe de dissuasion, qui est en fait essentiellement syrienne, lors d'un sommet extraordinaire de la ligue arabe à Riyad en octobre 1976. Ce sommet prévoit le désarmement des diverses milices et par ailleurs réitère son attachement aux accords du Caire de 1969, permettant à l'OLP d’utiliser le Liban comme sa base arrière dans sa lutte contre Israël, tout en respectant la souveraineté du Liban. L'opinion générale d'alors était que cela mettait un terme à la guerre civile.

### «Ni guerre ni paix» (1977-1981)

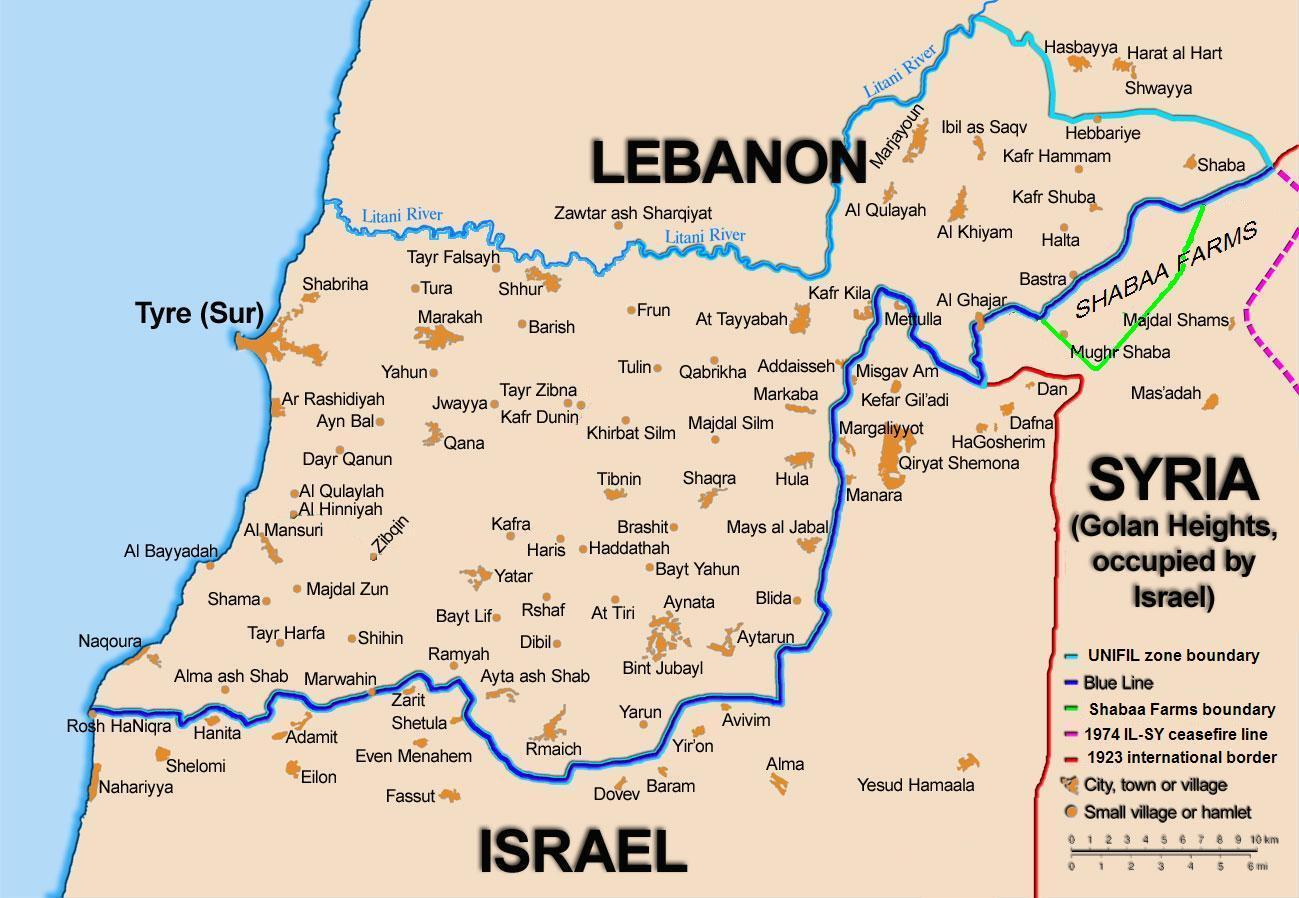
Ligne de démarcation entre le Liban et Israël, et zone contrôlée par la FINUL, telle qu'établie par l'ONU en 1978

Le sommet de Riyad laissait ouvert le conflit interethnique dans lequel la guerre avait plongé le Liban : La situation restait très instable dans l'ensemble du pays avec un appareil d’État qui, traversé par des schismes, restait trop faible pour mettre fin aux situations de guérillas qui divisaient les communautés.
Dans le Sud du Liban, des communautés chrétiennes et chiites supportant de plus en plus mal les conséquences de la confrontation entre l'OLP et Israël, faites de provocations et représailles, entraîne en 1976, la création de l'armée du Liban libre, dissidence de l’armée régulière, dont le but est de contrer les activités de l'OLP. Elle est rapidement soutenue par Israël, mais aussi au début par la Syrie, soucieuse d’éviter un conflit ouvert avec l'État hébreu.
De 1979 à 1983, les services secrets israéliens mènent une campagne à large échelle d’attentats à la voiture piégée qui tua des centaines de Palestiniens et de Libanais, civils pour la plupart. Le général israélien David Agmon indique qu'il s'agissait de « créer le chaos parmi les Palestiniens et les Syriens au Liban, sans laisser d’empreinte israélienne, pour leur donner l’impression qu’ils étaient constamment sous attaque et leur instiller un sentiment d’insécurité. » Le chroniqueur militaire israélien Ronen Bergman précise que l'objectif principal était de « pousser l’Organisation de libération de la Palestine à recourir au terrorisme pour fournir à Israël la justification d’une invasion du Liban ».
Le 11 mars 1978, une prise d'otage meurtrière sur la route de Haïfa à Tel Aviv, par des membres du Fatah, fournit l'occasion au Likoud arrivé au pouvoir en juin 1977 en Israël, d'occuper le sud Liban trois jours plus tard, provoquant alors un exode d'environ 100 000 Libanais. Le Conseil de sécurité des Nations unies ordonne, via la résolution 425, un retrait immédiat des troupes israéliennes le 19 mars 1978, et confie la zone a une Force intérimaire des Nations unies au Liban (FINUL). par ailleurs lors de son retrait, Israël passe le contrôle de la frontière à l’armée du Liban Sud, nouveau nom de l'armée du Liban libre.

### L'Occupation israélienne de 1982 et ses suites

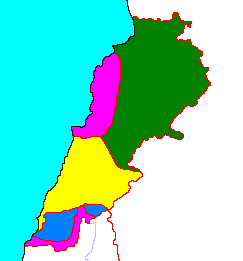
Zones contrôlées en 1983
vert: par la Syrie;
violet: par des milices maronites;
jaune: par Israël;
bleu: par la FINUL

En avril 1981, les forces israéliennes attaquent les troupes syriennes au Liban dans le but de les empêcher de prendre le contrôle du massif du Sannine, dominant entre autres Jounieh, la Syrie en réponse déploie des missiles sol-air menaçant les capacités d’Israël à contenir l'OLP. Sous la médiation de Philip Habib, un diplomate américain d'origine libanaise, un cessez-le-feu est obtenu entre Israël et l'OLP, mais la Syrie refuse de retirer ses missiles, et les actes terroristes palestiniens continuent en Cisjordanie, Gaza et en Europe. le 3 juin 1982, le groupe d'Abou Nidal, un groupe terroriste palestinien opposé à l'OLP, tente d'assassiner Shlomo Argov, l’ambassadeur d’Israël au Royaume Uni, à Londres. Cela sera le prétexte permettant de déclencher l’opération Paix en Galilée le 6 juin 1982, avec pour but inavoué de détruire les structures de l'OLP et d’éliminer, sans succès, son chef, Yasser Arafat, ce qui engendre de nombreuses frappes avec des dommages collatéraux conséquents.
Le 16 juillet 1981, des roquettes palestiniennes tuèrent trois civils israéliens. Le lendemain, l'aviation israélienne bombarde massivement des bureaux de l’OLP à Beyrouth, tuant entre 200 et 300 personnes, principalement des civils libanais, et en blessant plus de 800.
L'OLP signifia dès juillet à Philip Habib son désir de retraite de ses bases libanaises, mais les Américains eurent du mal à convaincre d'autres pays arabes d’accueillir les fedayins palestiniens, et l’opération commença le 21 août, sous le contrôle d'une force multinationale de sécurité (FMS) composée d’Américains, de Français et d'Italiens, qui aurait dû être initialement dissoute le 10 septembre. Les Français, dernier régiment de la FMS, quittent le Liban le 13 septembre. Le nouveau siège de l'OLP est alors à Tunis.
Le 14 septembre le président élu Bashir Gemayel, soutenu par Israël, est tué dans un attentat à la bombe. L’armée israélienne réoccupe immédiatement Beyrouth, et les phalangistes se livrent au massacre des camps palestiniens de Sabra et Chatila entre le 16 et 18 septembre, ce alors qu'ils étaient contrôlés par l’armée israélienne. Une enquête israélienne conclura, en 1983, à la responsabilité indirecte du commandant d'alors, Ariel Sharon. En réponse les Américains initient une nouvelle FMS qui est déployée le 29 septembre 1982. Il apparaîtra que l'auteur de l'attentat, Habib Chartouni, était un maronite, membre du parti social nationaliste syrien.
Le 21 septembre 1982, le frère de Bashir, Amine Gemayel est élu président. Il fait procéder au bombardement de la banlieue sud de Beyrouth, peuplée majoritairement par les chiites. Un accord israélo-libanais intervient le 17 mai 1983 ouvrant la voie au retrait israélien, mais cet accord est dénoncé par la Syrie qui le juge trop favorable à Israël et refuse de retirer ses troupes, une condition posée comme préalable au retrait des troupes israéliennes par Tel Aviv. Cependant, Israël faisant face à une situation de guérilla dans le massif du Chouf, se retire unilatéralement en septembre 1983, ce qui laisse en proie le Chouf, fief de la famille Joumblatt, à un conflit pour le contrôle des territoires libérés, entre chrétiens et Druzes, qui tourne à l'avantage de ces derniers, conduisant à l'exode des chrétiens.

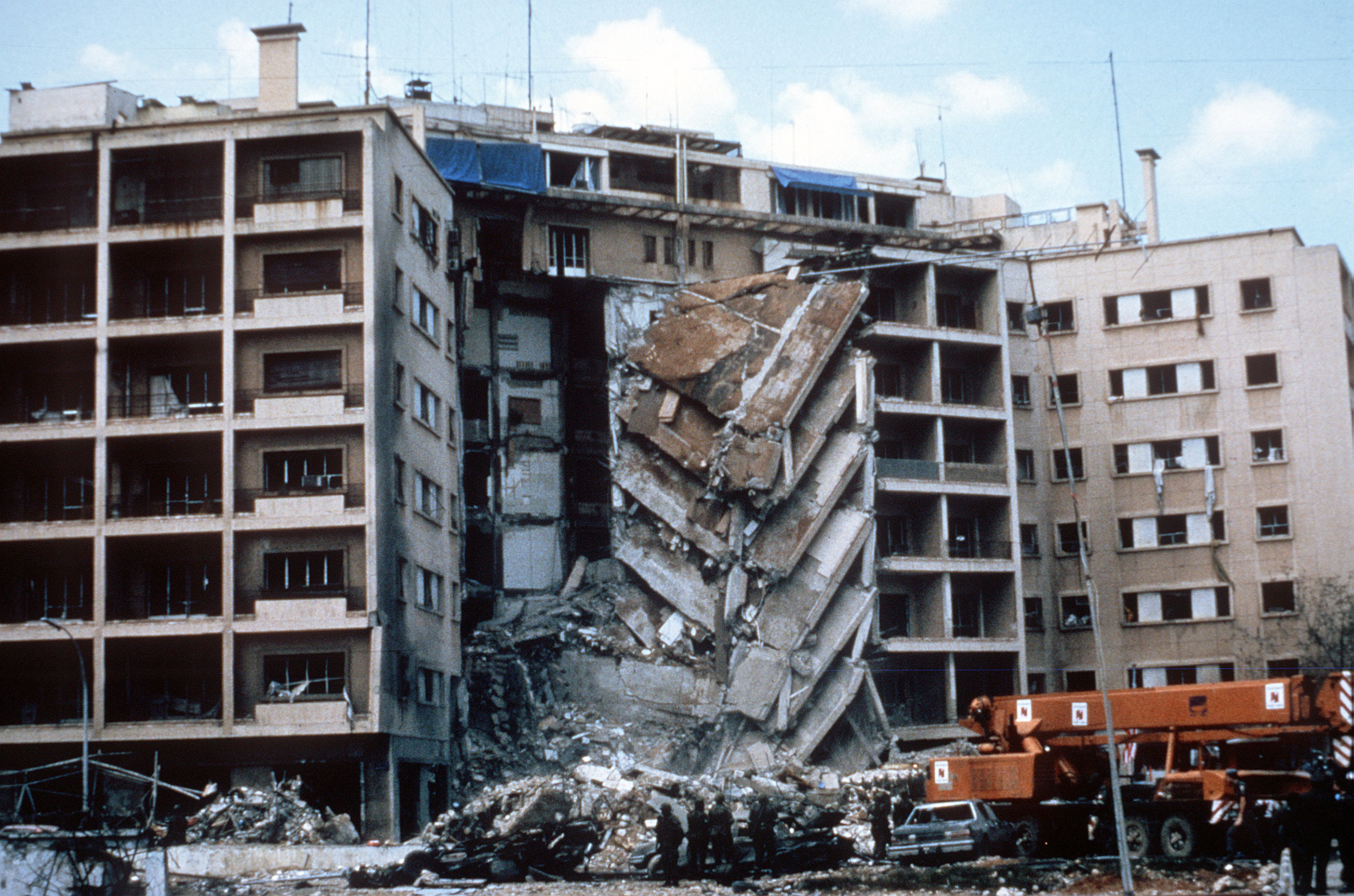
Vue de l'ambassade américaine après l'attentat d'avril 1983

Le 18 avril 1983, un attentat contre l'ambassade américaine tue 63 personnes puis le 23 octobre 1983, 2 attentats suicides simultanés causent la mort de 241 marines américains et 58 militaires français. Ces attentats sont revendiqués par une mystérieuse organisation chiite, le Jihad islamique, bien qu'un fort faisceau de présomption suggère qu'ils ont été commandités par l'Iran,. Cela plus la destruction de 2 avions de chasse américains par les forces syriennes le 4 décembre 1983, conduit l'administration Reagan, sous pression de son congrès, à se retirer de la FMS, laquelle est alors remplacée par la FINUL en mars 1984.
La Syrie comptait sur son allié le Amal, un parti chiite avec alors une plateforme d'essence séculière et tolérant la présence israélienne, pour prendre le contrôle des zones abandonnées par l'OLP et Israël au fur et à mesure de son retrait, mais cela était compter sans le Hezbollah, qui a pour programme l’établissement d'un État islamique au Liban et la destruction d'Israël. Ce dernier largement appuyé par l'Iran khomeiniste, prend l'ascendant  pour devenir une force prépondérante dans le sud Liban.

### L'accord de Taëf (1989)
Alors que le mandat d'Amine Gemayel arrive à son terme, le parlement ne parvient pas à se réunir avec un quorum requérant la présence des 2/3 des députés, pour élire son successeur, ce qui laisserait le pouvoir exécutif aux mains du Premier ministre, le sunnite Salim El-Hoss. Devant cette expectative, le chef des armées, le maronite Michel Aoun va contraindre Gemayel de le nommer Premier ministre en place de El-Hoss, ce que fait Gemayel, 15 min avant l'expiration de son mandat le 22 septembre 1988, en violation du Pacte national qui réserve ce poste à un sunnite. El-Hoss, protégé par la Syrie, refuse de démissionner, ce qui entraîne un pouvoir revendiqué par deux gouvernements.
Le 14 mars 1989, Aoun déclare une « guerre de libération » contre la Syrie, largement appuyé par l'Irak qui voit là une manière de rétribuer la Syrie pour son soutien à l'Iran dans le conflit Irak-Iran qui vient de se clore: la guerre civile redouble de violence, conduisant la ligue arabe à se réunir lors d'un sommet extraordinaire le 23-25 mai 1989 à Casablanca, où une troïka composée de 3 chefs d’États, le roi Fahd d'Arabie Saoudite, le roi Hassan II du Maroc et le président algérien Chadli Bendjedid, est chargé de négocier la fin des hostilités et la restauration de l'État libanais. Après l'instauration de cessez-le-feu largement ignorés, la troïka invite les 62 parlementaires libanais survivants et issus des dernières élections qui remontent alors à 1972, à Taëf en Arabie Saoudite, le 1er octobre, pour initier une «procédure de réconciliation». Les travaux initialement prévus durer 3 jours se terminent en fait le 22 octobre et débouchent sur une révision constitutionnelle. Bien qu'une constitution laïque reste un objectif affiché de long terme, les parlementaires n'arrivent pas à s'entendre sur les modalités de celle-ci, et gardent le modèle confessionnel du Pacte national tout en redistribuant les responsabilités permettant de refléter les rapports de force démographique : la présidence de la République, dévolue à un maronite, devient un poste essentiellement honorifique, le pouvoir exécutif revenant à un Premier ministre sunnite, lequel est nommé par le président de la République, après discussion avec le président de l’assemblée, ce dernier poste étant dévolu à un chiite. La composition de l’assemblée est modifiée pour représenter les équilibres démographiques. le nombre de députés est alors augmenté de 99 à 108, afin de ne pas diminuer le nombre de députés chrétiens. La question de la fin de l'occupation syrienne est repoussée à des discussions ultérieures.
Les députés se retrouvent en terre libanaise, sur la base aérienne de Kleiat le 5 novembre 1989 où ils ratifient l'accord de Taëf et élisent un nouveau président, René Moawad qui est assassiné 17 jours plus tard. Dans les 48 heures suivantes, le parlement élit Elias Hraoui. Radio Damas annonçait son élection avant même que le vote ne prenne place, laissant alors planer peu de doute sur l'influence de la Syrie dans les affaires libanaises.
L'accord de Taëf est largement endossé par la communauté internationale, mais Aoun le rejette, et ne reconnait pas le nouveau gouvernement, ce qui fait qu'il est rapidement considéré comme un renégat, obstacle au retour de la paix au Liban. Cependant la France prend ses distance avec l'accord de Taëf et apporte son soutien à Aoun dans sa « guerre de libération ». Le commandant des forces libanaises maronites, Samir Geagea déclare son soutien aux accords de Taëf, en décembre 1989, ce qui déclenche une guerre interne au clan chrétien, justifiant la médiation du Vatican en mai 1990.
Le blocus et la guerre d'Irak à la suite de l'invasion du Koweït par ce dernier en août 1990, aura raison du soutien logistique et financier au général Aoun. C'est aussi le moment que le président libanais choisit pour demander officiellement à la Syrie, alors membre de la coalition internationale contre l'Irak, d'intervenir pour déloger Aoun, le 11 octobre. Celui-ci trouve refuge à l’ambassade de France le 13 octobre, d'où il est alors exfiltré vers la France. Les barricades ayant séparé les quartiers chrétiens et musulmans de Beyrouth depuis 1984 sont démontées en décembre 1990. Les milices sont aussi désarmées selon la lettre de l'accord de Taëf, qui ne concerne pas le Hezbollah, lequel est autorisé à continuer à lutter contre l'occupation israélienne dans le sud Liban qui reste alors largement hors de contrôle du gouvernement libanais... c'est néanmoins la fin de la guerre civile.

## Le Liban sous tutelle syrienne et israélienne (1990-2005)

### La scène politique
En 1990, à la suite de l'accord de Taef, le Liban va vers un apaisement. Le général Michel Aoun, qui refusait toujours la tutelle syrienne, est renversé par une offensive syro-libanaise le 13 octobre 1990 : la guerre prend alors officiellement fin. Elle aura fait 150 000 morts et des centaines de milliers de blessés, d'exilés et de déplacés. Le régime syrien, avec l'accord tacite de la communauté internationale, installe un régime à son service en désignant présidents, ministres, députés et fonctionnaires selon ses intérêts. La dette du pays se creuse en grande partie à cause du pillage organisé par l'occupant. Toute opposition est réprimée et les libertés sont supprimées. Un régime policier et autoritaire se développe sous le mandat du président Émile Lahoud.
En 1992, ont lieu les premières élections législatives depuis 1972, dans une atmosphère de manipulation, de frustration et de boycott des électeurs chrétiens. Rafic Hariri, considéré comme le « protégé » de l'Arabie saoudite, est élu Premier ministre et commence à étudier la reconstruction du pays. Il tente également de restaurer l'équilibre rompu par le boycott des élections par les chrétiens en incluant plus de chrétiens dans le gouvernement. La Syrie le dissuade alors de s'allier à l'opposition chrétienne.

### Démarrage de la reconstruction
Le gouvernement de Rafic Hariri établit un plan de redressement économique et parvient à stabiliser la livre libanaise. Son projet prévoit de restaurer l'infrastructure sociale et économique et d'effacer les séquelles de la guerre.
La pierre angulaire de cette vaste opération, dont les besoins sont évalués à 10 milliards de dollars, est la reconstruction du centre-ville de Beyrouth. La capitale est un symbole particulièrement mobilisateur de la restauration de l'État et de sa souveraineté et Hariri veut restaurer sa position de plaque tournante du business arabe.
Le plan de reconstruction des 160 hectares du centre-ville est confié à une société privée appelée SOLIDERE (Société libanaise de reconstruction). Le plan du gouvernement était de faire financer la reconstruction par des investisseurs privés, libanais et arabes. Le projet soulève une forte contestation. Rafic Hariri est accusé d'utiliser sa position privilégiée pour obtenir une partie importante des contrats de BTP et les propriétaires des immeubles du centre-ville sont expulsés et payés en actions SOLIDERE d'une valeur très inférieure à leur bien.
Le gouvernement Hariri signe de nombreux accords de libre-échange et abaisse les taux de l'impôt sur le revenu, privilégiant les intérêts de la bourgeoisie afin de favoriser les investissements. Un régime de taux de change fixe liant la livre libanaise au dollar et des niveaux élevés de taux d'intérêts sur les bons du Trésor en monnaie locale aboutirent à une accumulation d'endettement dans cette monnaie, facilitant surtout l'enrichissement de la classe aisée du pays qui s'endetta en dollars en profitant de taux d'intérêts bas pour effectuer ensuite des placements à très hauts rendements en livres libanaises.

### Les conséquences sociales de la guerre
La guerre a conduit à l'effondrement de la classe moyenne et à une forte paupérisation de la population. Les infrastructures (transports, réseaux de distribution d'eau, d'électricité, téléphonie) ont été fortement endommagées. Les combats ont contraint à l'exil une partie de la bourgeoisie, privant le pays de ressources humaines et financières importantes. Entre 100 et 300 000 personnes sont mortes dans un pays de 3 millions et demi d'habitants et environ 900 000 personnes ont été déplacées. Les services sociaux du Hezbollah contribuent à la subsistance de la communauté chiite qui reste une des plus défavorisées du pays. Les monarchies du Golfe investissent au Liban, mais moins qu'avant 1975. Le pays a perdu sa position de métropole financière du Moyen-Orient, principalement au profit de Dubaï.

### Situation internationale
En 2000, l'armée d'occupation israélienne se retire du sud du Liban qu'Israël occupe depuis 1978. Le Hezbollah se pose alors comme le libérateur de cette région et apparaît ainsi comme la première force politique au Liban sans que les différents conflits internes au pays en soient résolus. C'est pourquoi, en 2004, le Conseil de sécurité de l'ONU exige par la résolution 1559 de la Syrie de retirer ses forces du Liban. Elle demande aussi que soit mis fin aux activités militaires de la milice du Hezbollah et réclame le déploiement de l'armée libanaise sur l'ensemble de la frontière internationale avec Israël. Cette résolution reste lettre morte.

## Le Liban depuis 2005

### L'assassinat de Rafic Hariri et la révolution du Cèdre

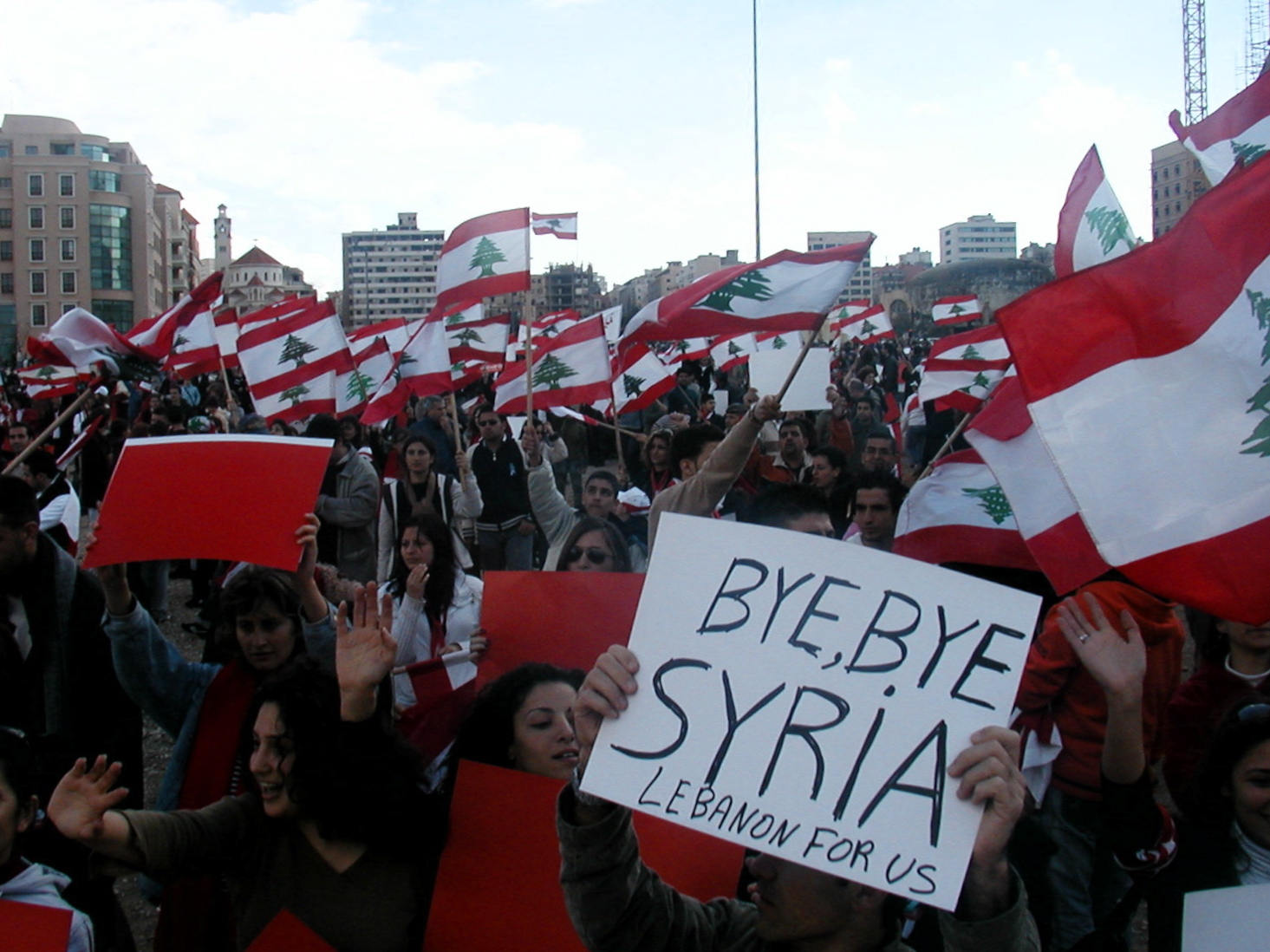
Manifestation anti-syrienne après l'attentat contre Rafiq Hariri à Beyrouth.

Le 14 février 2005, l'ancien Premier ministre Rafic Hariri est tué dans un attentat au camion piégé tandis que le député et ancien ministre Bassel Fleyhane, très grièvement blessé dans l'attentat, décède le 18 avril 2005. Cet attentat provoque une crise tant nationale qu'internationale puisqu'une partie des Libanais et la plupart des diplomates étrangers dénoncent l'implication de la Syrie dans cet attentat. Toutefois, ni la France, ni les États-Unis qui sont les deux puissances étrangères les plus impliquées dans la crise libanaise, ne mettent explicitement en cause la Syrie. Dans les rues de la capitale Beyrouth, une partie des Libanais manifestent contre la présence syrienne, et depuis cet attentat, chaque année une fête a lieu pour lui rendre hommage. Cependant, le mouvement est diversement suivi dans le pays, mais les manifestants, essentiellement sunnites, druzes et chrétiens, soutenus par les pays occidentaux, savent que la Syrie ne peut employer la manière forte sans s'exposer à des mesures militaires ou économiques de l'Union européenne ou des États-Unis.
La crise se noue dès le 28 février, quand le Premier ministre pro-syrien Omar Karamé remet sa démission à l'Assemblée nationale, poussant les partis pro-syriens chiites du Amal et du Hezbollah à organiser le 8 mars une contre-manifestation qui rassemble des centaines de milliers de personnes. Omar Karamé est désigné à nouveau Premier ministre et la crise continue. L'essentiel de la crise tourne autour de la place de la Syrie dans la vie politique libanaise : alors que les forces syriennes se retirent lentement du Liban, plus de 200 000 personnes se rassemblent le 13 mars dans la ville de Nabatiyé (à 75 km au sud de Beyrouth) pour dénoncer les ingérences étrangères occidentales et protester contre la résolution 1559. La situation conduit l'opposition libanaise à appeler à une nouvelle manifestation, le 14 mars, pour refuser l'occupation syrienne et le régime pro-syrien en place à Beyrouth, rassemblant un million de manifestants. La foule réclame, sur la place des Martyrs, la vérité sur l'assassinat de Rafic Hariri, le départ de la présence syrienne et celui du gouvernement Karamé. Le général Michel Aoun, qui avait déclaré en 1989 une guerre de libération contre l'envahisseur syrien, annonce son retour après 15 ans d'un exil forcé en France, retour effectif le 7 mai.
Le 15 mars, la Syrie, qui a déclaré à l'ONU son intention de retirer l'ensemble de ses forces et personnels de renseignement du Liban avant les élections législatives libanaises devant se tenir en mai, commence à procéder à des replis remarqués. Dans les jours qui suivent, deux attentats à la voiture piégée maintiennent une tension élevée.
Le 24 mars, la mission de l'ONU menée par Sean Fitzgerald accuse les services de sécurité libano-syriens d'avoir maquillé la scène du crime et créé un climat propice au meurtre d'Hariri. Toutefois, la mission n'accuse pas les gouvernements libanais et syrien d'être responsables de l'attentat.
Le 14 avril, au lendemain de la démission du Premier ministre Omar Karamé, qui quitte au passage le camp pro-syrien, Najib Mikati est désigné Premier ministre d'un gouvernement de transition chargé d'organiser des nouvelles élections. Membre de la faction pro-syrienne, il est cependant accepté par l'opposition et semble être un compromis valable entre les deux factions.
Le 26 avril, les forces armées syriennes semblent s'être retirées du Liban d'après une première inspection de l'ONU. Elle réserve sa réponse concernant les services de renseignements syriens pour lesquels une inspection plus poussée est nécessaire. Les États-Unis et l'ONU ne croient pas à l'évacuation des services de renseignements syriens et annoncent des missions d'inspections supplémentaires. Ils dénoncent par ailleurs l'existence d'une liste noire dressée par la Syrie contre des opposants libanais.
Du 29 mai au 19 juin ont lieu les élections législatives. La coalition anti-syrienne menée par Saad Hariri, le fils du Premier ministre assassiné, remporte 72 des 128 sièges. Une succession d'attentats ciblés va alors décapiter dans les mois suivants l'opposition anti-syrienne : c'est d'abord, le 2 juin, un attentat à la voiture piégée tue le journaliste Samir Kassir. Éditorialiste du journal An Nahar à Beyrouth (Achrafieh), cofondateur du Parti de la gauche démocratique, il avait pris position à de nombreuses reprises contre les activités de la Syrie au Liban et dénoncé publiquement les menaces directes de la part d'agents syriens. C'est ensuite, le 21 juin, l'ancien secrétaire général du Parti communiste libanais (PCL), Georges Hawi, est à son tour tué dans un attentat à la voiture piégée dans le centre de Beyrouth (Wata Moussaytbeh). Dès la mort d'Hawi connue, le secrétaire général du PCL, Khaled Hadada, pointe immédiatement du doigt les agents liés à la Syrie au sein des services de renseignement libanais.
Le 12 juillet, le ministre de la Défense Élias Murr est blessé dans un attentat à la voiture piégée dans le nord-est de Beyrouth. C'est ensuite, le 25 septembre, May Chidiac, journaliste de la télévision LBC et partisane des Forces libanaises, qui est grièvement blessée dans un attentat à la voiture piégée à Jounieh. Elle est amputée de la main et de la jambe gauche. Enfin, le 12 décembre, le député chrétien Gébrane Tuéni, directeur du journal An Nahar, est tué dans l'explosion d'une voiture piégée à Beyrouth (Mkallès). L'attentat fait 3 autres morts. Son père Ghassan le remplace comme député le 21 janvier 2006.
Dès le mois de juin, les États-Unis ont demandé à l'ONU de mener une enquête internationale et des agents du FBI et des services secrets français ont été dépêchés sur place. Le 30 août, le procureur général allemand Detlev Mehlis, mandaté par l'ONU pour enquêter sur le meurtre d'Hariri, a fait arrêter 4 généraux pro-syriens suspectés d'avoir préparé et facilité le crime. Occupant des postes-clés au sein des services de sécurité sous l'occupation syrienne, ces généraux avaient méthodiquement mis au pas toute opposition au régime de Damas. Ils avaient démissionné à la suite des pressions de la rue. Enfin, le 20 octobre, Detlev Mehlis remet son rapport au Secrétaire général de l'ONU, Kofi Annan. Il conclut à une implication quasi-certaine des services de renseignements syriens et libanais. La Syrie et le Président libanais Émile Lahoud, mis en cause dans le rapport, démentent vigoureusement toute implication dans l'assassinat.

### Les crises de 2006 et 2008
La crise connaît une accalmie relative après la fin 2005. Le 6 février 2006, après plusieurs mois de négociations, le général Michel Aoun et le Sayyed Hassan Nasrallah, représentant respectivement le Courant Patriotique Libre et le Hezbollah signent un document d'entente national de 10 points concernant directement l'avenir du Liban. Les principaux points de ce document d'entente sont actuellement repris dans tous les accords du dialogue national libanais toujours en cours.
Mais l'implication du Hezbollah dans la vie politique libanaise va provoquer une nouvelle crise, dont le caractère de gravité est tout autre. Le 12 juillet, en réponse à la capture de deux soldats israéliens par le Hezbollah à la frontière avec Israël, de violents combats éclatent entre les deux parties. Le Premier ministre de l'État hébreu, Ehud Olmert rend le gouvernement libanais responsable de la dégradation de la situation. Pour lui, c'est un casus belli. Israël ne déclare cependant pas officiellement la guerre à l'État libanais… car la paix n'a jamais été signée depuis la première guerre israélo-arabe de 1948, le Liban et Israël n'ayant signé alors qu'un cessez-le-feu. Le 13 juillet, l'aéroport de Beyrouth et divers points stratégiques (ponts, routes, ports, aéroports, bases militaires…) sont bombardés par l'armée israélienne, causant de lourds dommages à une économie libanaise déjà surendettée par les frais de reconstruction engagés depuis la fin de guerre civile. Le 18 juillet, la plus importante usine de produits laitiers au Liban a été complètement détruite par un raid israélien. Située dans la plaine de la Bekaa, l’usine Liban-Lait fabriquait sous licence de la société française Candia. Détenue par un groupe d’investisseurs, Liban-Lait est depuis 2001 le fournisseur de la Finul (Force intérimaire des Nations unies pour le Liban).
Le 30 juillet, un bombardement israélien sur un immeuble de 3 étages à Cana, immeuble qui d'après l'armée israélienne était une base de lancement de missiles Katioucha, provoque la mort de 28 à 57 personnes dont 16 à 33 enfants (selon les secouristes libanais et les ONG). La violence de ces bombardements comme de ceux poursuivis par le Hezbollah sur le territoire israélien provoquent la réaction du Conseil de sécurité de l'ONU qui vote, avec la résolution 1701, l'envoi ou le renforcement des forces d'interpositions de la FINUL, débouchant sur la trêve des combats à compter du 14 août 2006.
Les attentats ne s'interrompent pas pour autant : le 21 novembre, le ministre de l'industrie, Pierre Amine Gemayel, fils d'Amine Gemayel, ancien Président de la République Libanaise, est assassiné à bord de son véhicule dans les environs de Jdeideh, dans la banlieue de Beyrouth, conduisant l'opposition libanaise, principalement constituée du parti Hezbollah, du mouvement Amal et du Courant Patriotique Libre à organiser un sit-in le 1er décembre au centre-ville de Beyrouth, face au "Grand Sérail", siège du gouvernement de Fouad Siniora (issu des "forces du 14 mars"), duquel ils demandent la constitution d'un gouvernement d'union nationale.
Le 13 juin 2007, le député Walid Eido, membre de la majorité, et son fils, sont assassinés dans un attentat à la voiture piégée, ce qui relance une fois de plus le Liban sur la voie de la guerre civile. Les trois mois de combats sanglants dans le camp de Nahr-El-Bared dans le nord du pays s'achèvent le 2 septembre 2007, lorsque l'armée libanaise écrase le Fatah al islam (un groupe terroriste sunnite) et prend le contrôle du camp, déchaînant la liesse du peuple libanais. L'armée libanaise tue ainsi 222 terroristes et en capture 202, ce qui fait d'elle la première armée du monde à combattre avec succès l'islamisme guerrier[réf. nécessaire]. Cette bataille rapproche les différentes factions qui séparaient le peuple libanais, et l'armée ressort plus forte politiquement. Le siège du camp a fait toutefois 163 morts parmi les militaires.
La crise rebondit cependant une fois de plus, dès le 19 septembre 2007, avec la mort du député de la majorité Antoine Ghanem et de plusieurs autres personnes, lors de l'explosion d'une voiture piégée à Sin el-Fil, dans la banlieue est de Beyrouth. La majorité ne possède donc en théorie plus que de 68 députés parmi les 128 sièges de l'assemblée nationale. Il suffirait donc en principe que 4 voix manquent à l'appel pour qu'il n'y ait plus de majorité absolue aux élections présidentielles. Cette situation explique qu'à partir du 23 novembre 2007, à la fin du mandat du président Émile Lahoud, le pays soit resté six mois sans président.
À la suite de l'attaque des milices du Hezbollah et sympathisants des quartiers de Beyrouth Ouest (à prédominance sunnite) l'ensemble des partis prend la décision (accord de Doha) d'élire un président consensuel et de former un gouvernement d'union nationale en attente du résultat des élections parlementaires du 7 juin 2009.
Le 25 mai 2008, le général Michel Sleiman, commandant en chef de l'armée, est élu à la présidence de la République libanaise. Il remporte 118 suffrages sur 127, 6 parlementaires ont voté blanc et 3 bulletins ont été considérés comme nuls.

### Le Liban depuis 2009: une démocratie bloquée
Le 7 juin 2009, les élections législatives ont lieu. Deux camps s'affrontent : d’un côté la coalition conduite par Saad Hariri et son Courant du Futur, de l’autre l’alliance du Hezbollah (considéré comme pro-iranienne) et du Courant patriotique libre (CPL) de Michel Aoun. Avec 71 sièges, le bloc du 14 mars, emmenée par Saad Hariri, remporte les élections. L'alliance conduite par le Hezbollah en obtient 57.
Le 27 juin 2009, Saad Hariri est désigné président du Conseil des Ministres après qu'une majorité de 86 députés se soit prononcée en sa faveur au Parlement libanais, mais il abandonne le 10 septembre, faute de majorité pour former son gouvernement. Le 16 septembre, le Parlement vote la confiance à Saad Hariri et le président Michel Sleiman le charge à nouveau de former un gouvernement d'union nationale. Ce gouvernement est démissionnaire le 12 janvier 2011, à la suite de la démission de plus d'un tiers des ministres.
Son successeur, Najib Mikati, investi le 25 janvier 2011, annonce son gouvernement le 13 juin 2011.
Depuis mai 2012, tandis que la Syrie du président Bachar el-Assad s'enfonce dans la guerre civile et n'est plus capable de contrôler sa frontière, le Liban souffre de tensions entre les communautés chiites et les sunnites à Tripoli et dans la banlieue sud de Beyrouth, ainsi qu'entre les communautés alaouites du nord du pays et les groupes islamistes sunnites qui soutiennent l'insurrection syrienne. Le Liban, qui abrite 300 000 réfugiés syriens, a de plus en plus de mal à gérer les conséquences de la crise syrienne; le pays sert de base à des groupes insurgés de l'Armée syrienne libre tandis que des unités combattantes du Hezbollah, favorable au régime de Damas, opèrent en territoire syrien depuis 2013. Cependant, les principales forces politiques, qu'elles soient favorables ou non au régime syrien, s'efforcent de limiter les retombées au Liban. En décembre 2013, l'ancien ministre des Finances Mohammad Chatah est assassiné, ses proches rejetant la responsabilité de cet attentat sur Bachar el-Assad.
En 2014, après 330 jours de négociations, le gouvernement Tammam Salam est mis en place. En revanche, depuis 2014, les partis n'ont pas pu réunir un quorum pour l'élection du président de la République. Le parlement n'a pas été renouvelé depuis les élections législatives libanaises de 2009 ; le scrutin, prévu pour juin 2013, a été reporté à 2017 en raison de la guerre civile syrienne.
Le 31 octobre 2016, Michel Aoun est élu président de la République avec le soutien du Hezbollah, son allié depuis 2005, grâce à une réconciliation avec Saad Hariri qu'il promet de nommer à la tête du gouvernement. Des élections législatives sont promises pour le printemps 2017.
Le pays plonge en 2019 dans la crise économique. Le 17 octobre 2019, une contestation monte (la « thaoura »), qui vise à l'émergence de  pratiques radicalement nouvelles tant sur le plan économique que politique. Le nombre de Libanais vivant sous le seuil de pauvreté passe de 28 % en 2019 à 55 % en mai 2020 selon une étude de la Commission économique et sociale pour l'Asie occidentale. Le gouvernement annonce en mars 2020 un défaut sur le remboursement d'une partie de la dette extérieure. En aout 2020, des explosions au port de Beyrouth font plus de 200 morts.

#### Littérature
- Frédéric Paulin, Nul ennemi comme un frère, Villenave-d'Ornon, Agullo Éditions, coll. « Agullo noir », 2024  (ISBN 978-2-38246-113-6), sur la période 1975-1983